# James Stewart
|  | Per a altres significats, vegeu «James Stewart (desambiguació)». |

James Maitland "Jimmy" Stewart (20 de maig de 1908 - 2 de juliol de 1997) va ser un actor estatunidenc. Conegut pel seu característic personatge a la pantalla, la carrera cinematogràfica de Stewart va abastar 80 pel·lícules entre 1935 i 1991. Amb la forta moralitat que va retratar tant dins com fora de la pantalla, va personificar l'"ideal americà" a mitjans del segle xx. El 1999, l'American Film Institute (AFI) el va classificar en tercer lloc a la seva llista dels American Film Institute (AFI) dels millors actors masculins nord-americans.
Nascut i criat a Indiana (Pennsilvània), Stewart va començar a actuar mentre estava a la Universitat de Princeton. Després de graduar-se el 1932, va començar una carrera com a actor teatral, apareixent a Broadway i en produccions d'estiu. El 1935, va aconseguir el seu primer paper secundari en una pel·lícula i el 1938 va tenir el seu avenç a la comèdia de conjunt de Frank Capra You Can't Take It with You. L'any següent, Stewart va obtenir la seva primera de les cinc nominacions als premis de l'Acadèmia per la seva interpretació d'un home idealitzat i virtuós que esdevé senador a Mr. Smith Goes to Washington (1939), de Capra. Va guanyar l'Oscar al millor actor, l'únic Oscar competitiu de la seva carrera, pel seu treball a la comèdia The Philadelphia Story (1940), que també van protagonitzar Katharine Hepburn i Cary Grant. Pilot aficionat amb llicència, Stewart es va allistar a les Forces Aèries de l'Exèrcit poc després que els Estats Units entressin a la Segona Guerra Mundial el 1941. Després de l'acció a Europa, va assolir el grau de coronel i va rebre diversos premis pel seu servei. Va ser ascendit a general de brigada a la Reserva de la Força Aèria el 1959, i es va retirar el 1968, moment en què va rebre la Medalla del Servei Distingit a les Forces Aèries. Hi ha diverses afirmacions que el president Ronald Reagan va ascendir Stewart al rang honorari de major general el maig de 1985 al mateix temps que li va atorgar la Medalla Presidencial de la Llibertat, però això no està recolzat per proves, ja que no hi havia cap autorització legislativa per a aquesta promoció, el registre de la presentació de la Medalla de la Llibertat a la Biblioteca Reagan no conté cap menció d'una promoció, i el vídeo de la presentació no conté cap promoció. El president Reagan també va explicar en una sessió informativa a la Casa Blanca que va ser corregit pel mateix Stewart després que Reagan insistís incorrectament que era un major general en un esdeveniment de campanya.
El primer paper de la postguerra de Stewart va ser el de George Bailey a It's a Wonderful Life (1946) de Capra. Tot i que la pel·lícula no va tenir un gran èxit a l'estrena, va obtenir una nominació a l'Oscar i la pel·lícula s'ha convertit en un clàssic de Nadal, així com en un dels seus papers més coneguts. A la dècada de 1950, Stewart va interpretar personatges més foscos i moralment ambigus a pel·lícules dirigides per Anthony Mann, com Winchester '73 (1950), The Glenn Miller Story (1954) and The Naked Spur (1953), i amb Alfred Hitchcock a La soga (1948), Rear Window (1954), L'home que sabia massa (1956), i Vertigen (D'entre els morts) (1958). Les seves altres pel·lícules de la dècada de 1950 van incloure l'adaptació a Broadway Harvey (1950) i el drama judicial Anatomy of a Murder (1959), ambdues que li van aconseguir nominacions a l'Oscar. Per aquest últim va guanyar la Copa Volpi al millor actor del Festival de Venècia. Va ser una de les estrelles de cinema més populars de la dècada del 1950, amb la majoria de les seves pel·lícules convertint-se en èxits de taquilla. Els westerns posteriors de Stewart van incloure L'home que va matar Liberty Valance (1962) amb John Wayne i Cheyenne Autumn (1964), tots dos dirigits per John Ford. Va aparèixer en moltes comèdies familiars populars durant la dècada de 1960. Després de breus incursions en la interpretació televisiva, Stewart es va semijubilar als anys vuitanta. Va rebre molts premis honorífics, incloent un Premi Honorífic de l'Acadèmia i la Medalla Presidencial de la Llibertat, tots dos el 1985.
Stewart va romandre solter fins als 40 anys i va ser batejat per la premsa com "The Great American Bachelor". El 1949, es va casar amb l'antiga model Gloria Hatrick McLean. Van tenir filles bessones i ell va adoptar els seus dos fills del seu matrimoni anterior. El matrimoni va durar fins a la mort de McLean el 1994; Stewart va morir d'una embòlia pulmonar tres anys després.

## Primers anys

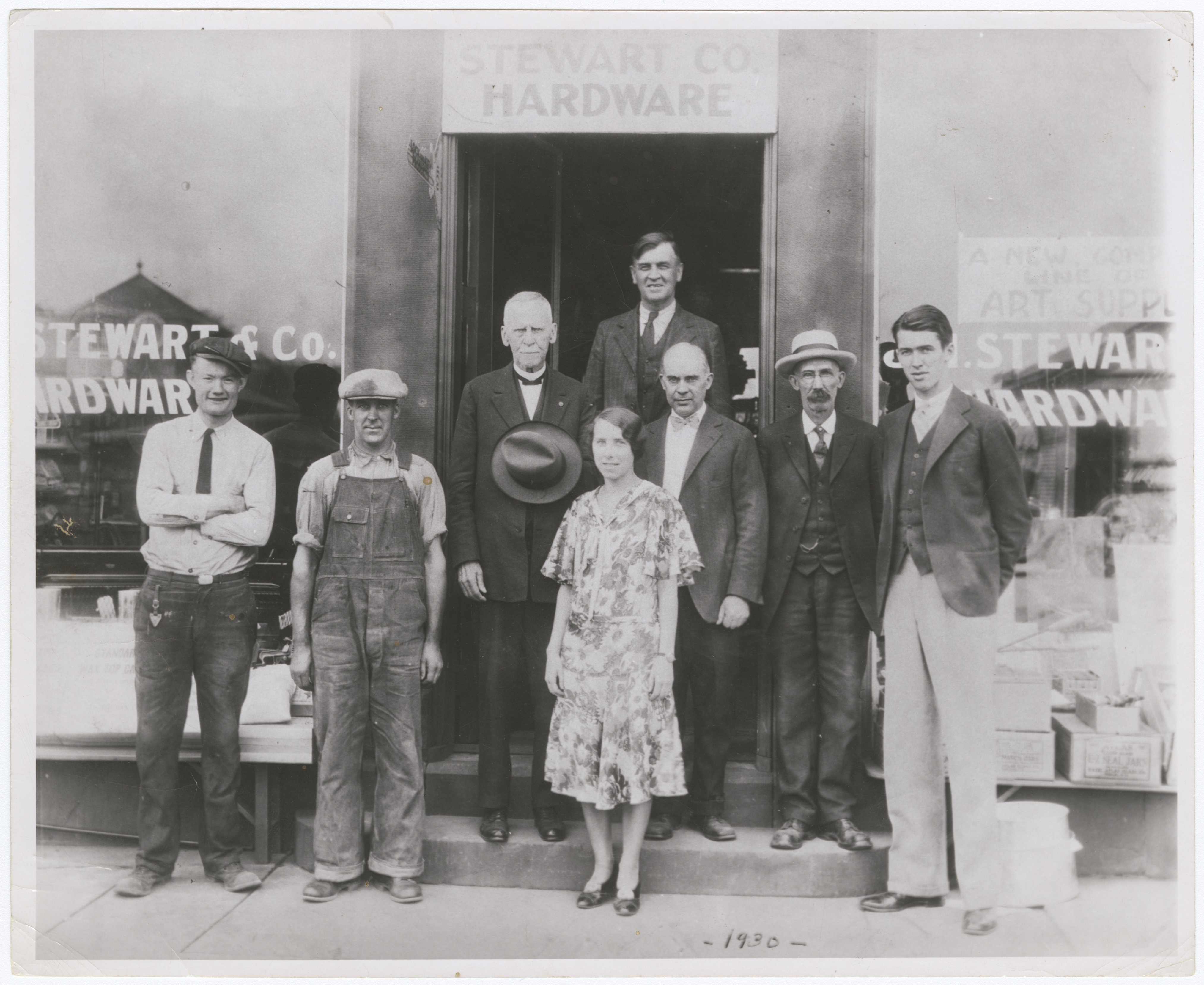
Stewart (dreta) fora de la ferreteria de la seva família, 1930

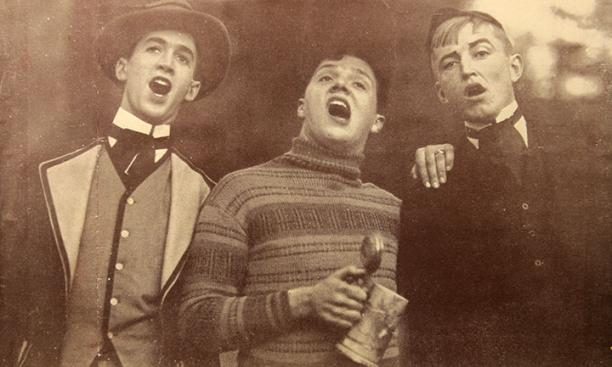
Amb Joshua Logan (c.), 1930

James Maitland Stewart va néixer el 20 de maig de 1908 a Indiana (Pennsilvània), el fill gran i únic fill d'Elizabeth Ruth (nascuda Jackson; 1875–1953) i Alexander Maitland Stewart (1872–1962). Stewart tenia dues germanes menors, Mary (1912–1977) i Virginia (1914–1972). Era d'ascendència escocesa i escocesa-irlandesa La família Stewart havia viscut a Pennsilvània durant moltes generacions. El pare de Stewart dirigia el negoci familiar, la ferreteria JM Stewart and Company, que esperava que Stewart prengués el relleu com a adult després d'assistir a la Universitat de Princeton, com era la tradició familiar. Criat presbiterià pel seu pare profundament religiós, Stewart va ser un devot a l'església durant gran part de la seva vida.
La mare de Stewart era pianista i la música era una part important de la vida familiar. Quan un client de la botiga no va poder pagar la seva factura, el pare de Stewart va acceptar un acordió vell com a pagament. Stewart va aprendre a tocar l'instrument amb l'ajuda d'un barber local. El seu acordió es va convertir en un clàssic fora de l'escenari durant la seva carrera com a actor. Un nen tímid, Stewart va passar gran part del seu temps després de l'escola al soterrani treballant en models d'avions, dibuixos mecànics i química, tot amb el somni d'entrar a l'aviació. Va assistir a la Wilson Model School per a primària i secundària. No era un estudiant dotat i va rebre notes mitjanes a baixes. Segons els seus professors, això no va ser per manca d'intel·ligència, sinó per ser creatiu i tenir tendència a somiar despert.
Stewart va començar a assistir a l'escola preparatòria de l'Acadèmia Mercersburg a la tardor de 1923, perquè el seu pare no creia que seria acceptat a Princeton (el seu pare era membre de la promoció de 1898) si assistia a l'escola secundària pública. A Mercersburg, Stewart va participar en una varietat d'activitats extraescolars. Va ser membre de l'equip d'atletisme (competint com a saltador d'alçada sota l'entrenador Jimmy Curran), editor d'art de l'anuari escolar, membre del glee club, i membre de la John Marshall Literary Society. Per a la seva decepció, va ser relegat a l'equip de futbol de tercer nivell a causa del seu físic esvelt. Stewart també va fer la seva primera aparició a l'escenari a Mercersburg, com Buquet a l'obra The Wolves el 1928. Durant les vacances d'estiu, va tornar a Indiana, treballant primer com a carregador de maons i després com a assistent de mag. A causa de l'escarlatina que es va convertir en una infecció renal, va haver d'abandonar l'escola el 1927, fet que va retardar la seva graduació fins al 1928. Va continuar sent un apassionat de l'aviació, amb el seu interès reforçat per Charles Lindbergh i el primer vol transatlàntic en solitari, però va abandonar les visions de convertir-se en pilot quan el seu pare el va dirigir cap a Princeton
Stewart es va matricular a Princeton el 1928 com a membre de la promoció de 1932, es va especialitzar en arquitectura i es va convertir en membre del Princeton Charter Club. Va destacar acadèmicament, però també es va sentir atret pels clubs de teatre i música de l'escola, inclòs el Princeton Triangle Club. Quan es va graduar el 1932, se li va concedir una beca per a estudis de postgrau en arquitectura per la seva tesi sobre el disseny d'una terminal d'aeroport, però va optar per unir-se a University Players, una companyia de valors interuniversitari d'estiu que actuava a West Falmouth, Massachusetts, a Cape Cod.

## Carrera
Vegeu també: Llista de premis i nominacions rebuts per James Stewart

### 1932–1937: teatre i primers papers cinematogràfics

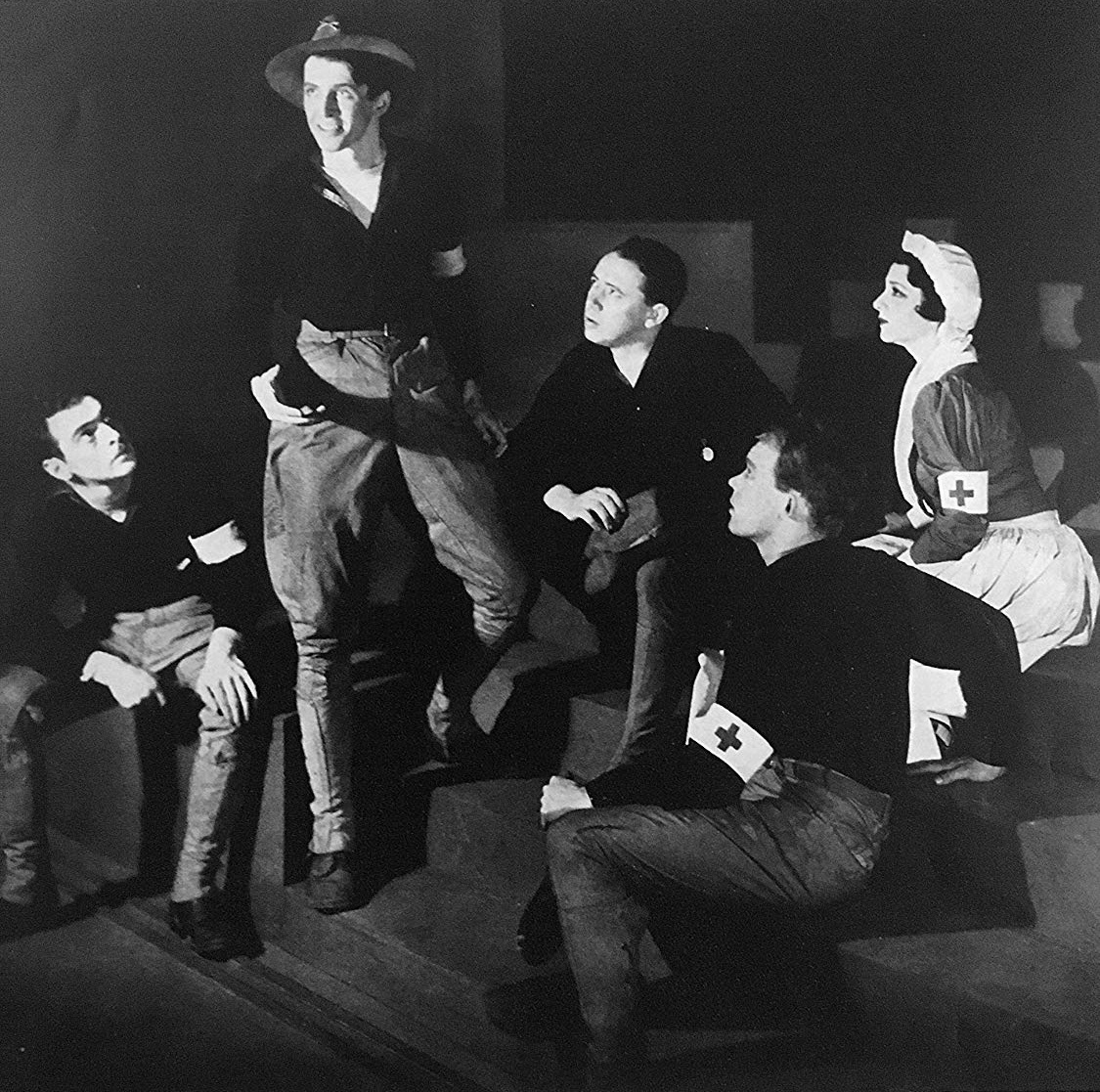
Stewart a Yellow Jack, en què va protagonitzar Broadway el 1934 i que li va obtenir elogis de la crítica.

Stewart va actuar en petits papers a les produccions de University Players a Cape Cod durant l'estiu de 1932. Els directors de la companyia incloïen Joshua Logan, Bretaigne Windust i Charles Leatherbee, i entre els seus altres actors hi havia la parella casada Henry Fonda i Margaret Sullavan, que es va convertir en amics íntims de Stewart. Al final de la temporada, Stewart es va traslladar a Nova York amb els seus amics de Players Logan, Myron McCormick i el nou solter Henry Fonda. Juntament amb McCormick, Stewart va debutar a Broadway a la breu estada de Carry Nation i unes setmanes més tard –de nou amb McCormick– va aparèixer com a xofer a la comèdia Goodbye Again, en la qual tenia una breu intervenció. The New Yorker va comentar: "El xofer del Sr. James Stewart... entra durant tres minuts i marxa amb una ronda d'aplaudiments espontanis." Després dels set mesos de Goodbye Again, Stewart va ocupar un lloc de director d'escena a Boston, però va ser acomiadat després de perdre sovint els seus senyals. Tornant a Nova York, després va aconseguir una petita part a Spring in Autumn i un paper a All Good Americans, on se li va obligar a llançar un banjo per la finestra. Brooks Atkinson del The New York Times w va escriure: "Llançar un banjo de 250 dòlars per la finestra al conserge és un abús constructiu i s'ha d'aplaudir virtuosament." Ambdues obres es van retirar després de tan sols tirades curtes, i Stewart va començar a pensar en tornar als seus estudis.
Stewart estava convençut de continuar actuant quan va ser elegit per al paper principal de Yellow Jack, interpretant un soldat que es converteix en objecte d'un experiment de febre groga. Es va estrenar al Martin Beck Theatre el març de 1934. Stewart va rebre elogis unànimes de la crítica, però l'obra va resultar impopular entre el públic i es va retirar al juny. Durant l'estiu, Stewart va fer el seu debut cinematogràfic amb una aparició sense factura al curtmetratge de comèdia de Shemp Howard Art Trouble (1934), filmat a Brooklyn, i va actuar a les produccions d' estiu de We Die Exquisitely i All Paris Knows al Red Barn Theatre de Long Island. A la tardor, va tornar a rebre excel·lents crítiques pel seu paper a Divided by Three al Ethel Barrymore Theatre, que va seguir amb el modest èxit Page Miss Glory i el fracàs crític A Journey By Night a la primavera de 1935.

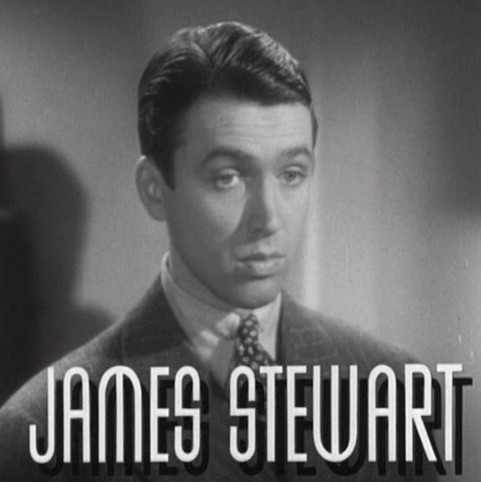
After the Thin Man (1936)

Poc després de finalitzar A Journey By Night, Stewart l'abril de 1935 va signar un contracte de set anys amb un sou de $350 setmanals amb la Metro-Goldwyn-Mayer (MGM), orquestrat pel caça talents Bill Grady, que havia estat rastrejant la carrera de Stewart des que el va veure actuar a Princeton. El seu primer paper a Hollywood va ser una aparició menor al vehicle per a Spencer Tracy The Murder Man (1935). La seva actuació va ser ignorada en gran part pels crítics, encara que el New York Herald Tribune, recordant-lo a Yellow Jack, el va qualificar de "malgastat en una mica que maneja amb una habilitat característicament atractiva." Com que la MGM no va veure material protagonista per a Stewart, descrit pel biògraf Michael D. Rinella com un "jove esquitxat amb una manera de parlar vacil·lant" durant aquest temps, el seu agent Leland Hayward va decidir que el millor camí per a ell seria a través préstecs a altres estudis.
Stewart només va tenir un petit paper a la seva segona pel·lícula de la MGM, l'èxit musical Rose Marie (1936), però en un any li va donar lloc a set pel·lícules més, de Next Time We Love a After the Thin Man. També va rebre ajuda crucial de la seva amiga de University Players Margaret Sullavan, que va fer campanya perquè fos el seu protagonista a la comèdia romàntica de la Universal Next Time We Love (1936), filmada just després de Rose Marie. Sullavan va assajar àmpliament amb ell, augmentant la seva confiança i ajudant-lo a incorporar els seus gestos i la seva joventut a la seva persona de pantalla. Next Time We Love va ser un èxit de taquilla i va rebre crítiques majoritàriament positives fent que Stewart fos notat per la crítica i els executius de MGM. TIME va declarar que "la principal importància de [la pel·lícula] en el progrés de la indústria cinematogràfica és probable que resideixi en la presència en el seu repartiment de James Stewart" i The New York Times el va dir "una incorporació benvinguda a la llista. dels principals homes de Hollywood."

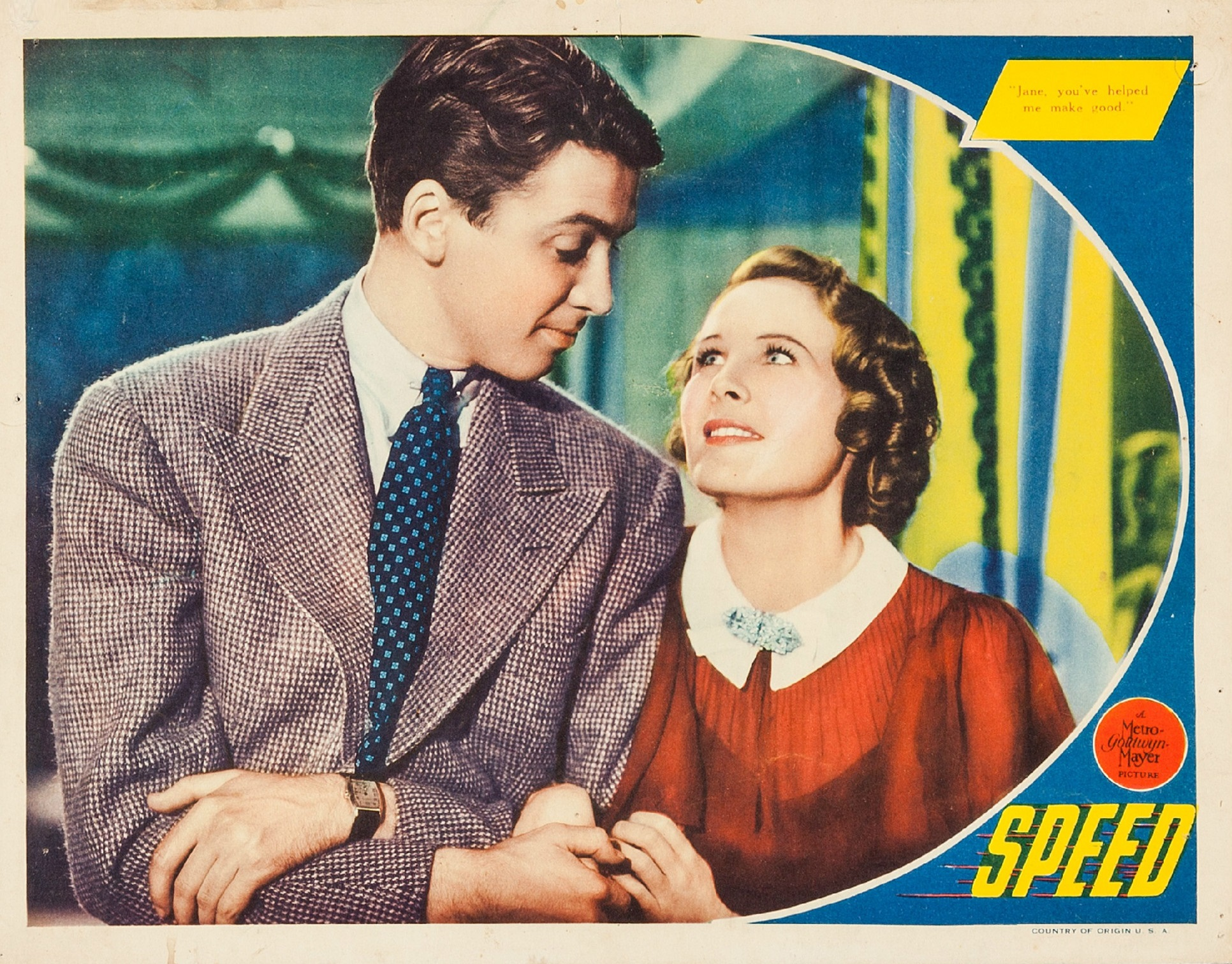
Stewart and Wendy Barrie in Speed (1936)

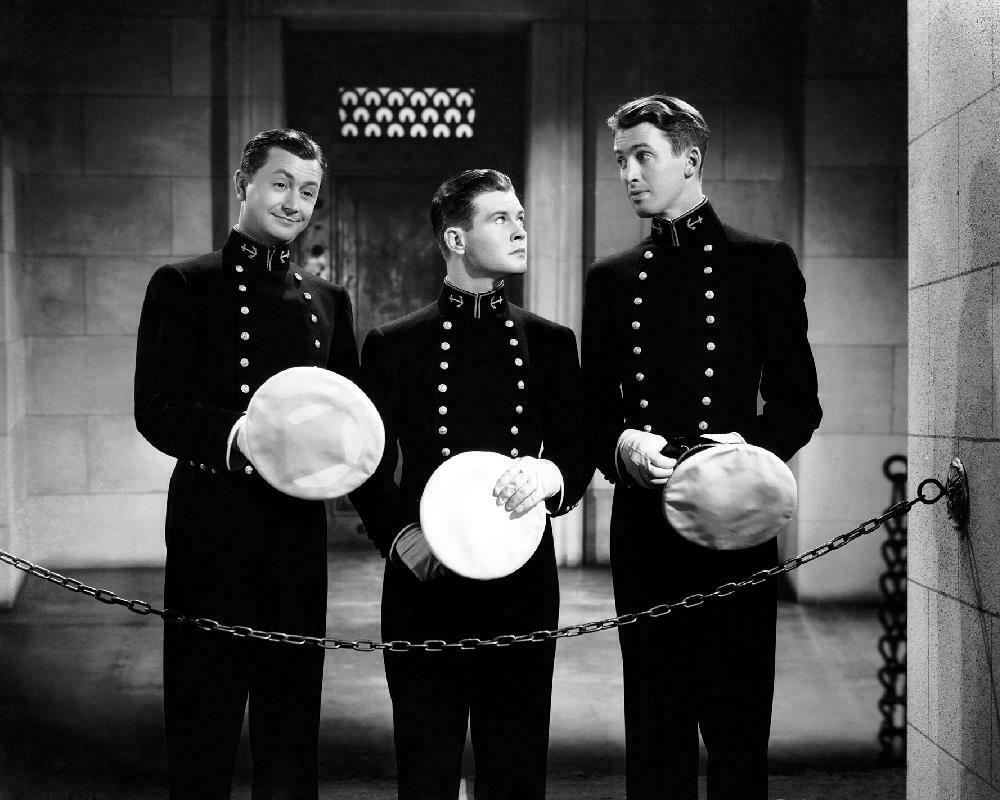
Robert Young, Tom Brown, i Stewart a Navy Blue and Gold (1937)

Stewart va seguir Next Time We Love amb papers secundaris en dues comèdies romàntiques d'èxit comercial, Wife vs. Secretary (1936) amb Clark Gable i Myrna Loy, i Small Town Girl (1936). En tots dos, va interpretar el xicot traït de la protagonista, interpretat per Jean Harlow i Janet Gaynor, respectivament. Ambdues pel·lícules li van obtenir algunes bones crítiques. Després d'una aparició al tema curt Important News (1936), Stewart va tenir el seu primer paper destacat a la pel·lícula de baix pressupost Speed (1936), 1936), en què va interpretar un mecànic i pilot de velocitat competint a les 500 Milles d'Indianapolis. La pel·lícula va ser un fracàs crític i comercial, encara que Frank Nugent de The New York Times va afirmar que "Mr. Stewart [i la resta del repartiment] actuen de la manera més agradable possible".
Els tres últims estrenes cinematogràfiques de Stewart de 1936 van ser tots èxits de taquilla. Només va tenir una petita part a The Gorgeous Hussy, però un paper protagonista al musical Born to Dance amb Eleanor Powell. La seva actuació en aquest últim no va ser ben rebuda: The New York Times va declarar que el seu "cant i ball (afortunadament) mai li guanyarà una classificació d'home de cançons i balls", i Variety va senyalar que " el seu cant i el seu ball […] més aviat dolorosos per si sols", encara que, d'altra manera, va trobar que Stewart va emetre encertadament una "encàrrec [que] demana una joventut tímida". L'última pel·lícula de Stewart que es va estrenar el 1936, After the Thin Man, presenta un clímax emocional destrossador interpretat per Stewart. Kate Cameron del New York Daily News va escriure que "té una gran escena en la qual demostra de manera més eficaç que és alguna cosa més que una comèdia musical juvenil."
Per a la seva següent pel·lícula, el drama romàntic Seventh Heaven (1937), Stewart va ser cedit a la 20th Century-Fox per interpretar un treballador de clavegueram parisenc en un remake del clàssic mut de Frank Borzage estrenat una dècada abans. Ell i la seva coprotagonista Simone Simon van ser malmesos, i la pel·lícula va ser un fracàs crític i comercial. William Boehnel, del New York World-Telegram, va qualificar l'actuació de Stewart sense emocions i Eileen Creelman de The New York Sun va escriure que va fer poc intent de semblar o sonar francès. La següent pel·lícula de Stewart, The Last Gangster (1937) protagonitzada per Edward G. Robinson, també va ser un fracàs, però va ser seguida per una actuació aclamada per la crítica a Navy Blue and Gold (1937) com a jugador de futbol a l'Acadèmia Naval dels Estats Units. La pel·lícula va ser un èxit de taquilla i va guanyar a Stewart les millors crítiques de la seva carrera fins a aquest moment. The New York Times va escriure "el final ens deixa amb la convicció que James Stewart és un home sincer i simpàtic de triple amenaça al camp de darrere [MGM]" i Variety va qualificar la seva actuació de "bé."

### 1938–1941: protagonista
Malgrat les bones crítiques, Stewart encara era una estrella menor, i MGM va continuar dubtant a l'hora d'escollir-lo en papers principals, preferint cedir-lo a altres estudis. Després d'un paper secundari ben rebut a in Of Human Hearts (1938), va ser cedit a la RKO per actuar al costat de Ginger Rogers a la comèdia romàntica Intrigues femenines (1938). La producció es va tancar durant mesos el 1937 quan Stewart es va recuperar d'una malaltia no revelada, durant la qual va ser hospitalitzat. RKO inicialment volia substituir Stewart, però finalment el projecte es va cancel·lar. No obstant això, l'èxit de Rogers en un musical va fer que la pel·lícula tornés a ser recollida. Stewart va tornar a ser contractat per a Vivacious Lady gràcies a la insistència de Rogers i a causa de la seva actuació a Of Human Hearts.Va ser un èxit de crítica i comercial, i va mostrar el talent de Stewart per actuar en comèdies romàntiques; The New York Herald el va anomenar "un dels actors joves més coneguts i atractius que apareixen a la pantalla actualment."
La tercera pel·lícula de Stewart de 1938, el drama de la Primera Guerra Mundial The Shopworn Angel, el va veure col·laborar de nou amb Margaret Sullavan. En la seva actuació, Stewart va inspirar els seus propis sentiments d'amor no correspost cap a Sullavan, que estava casat amb el seu agent, Leland Hayward. Encara que la pel·lícula va tenir una bona acollida, els crítics es van barrejar sobre Stewart. Bland Johaneson del New York Daily Mirror el va comparar amb Stan Laurel en aquesta pel·lícula melodramàtica i Variety va qualificar la seva actuació de desenfocada. Irene Thier de The New York Post va escriure que el seu paper era "només una prova més que aquest jove és un dels millors actors de la llista de joves de la pantalla."

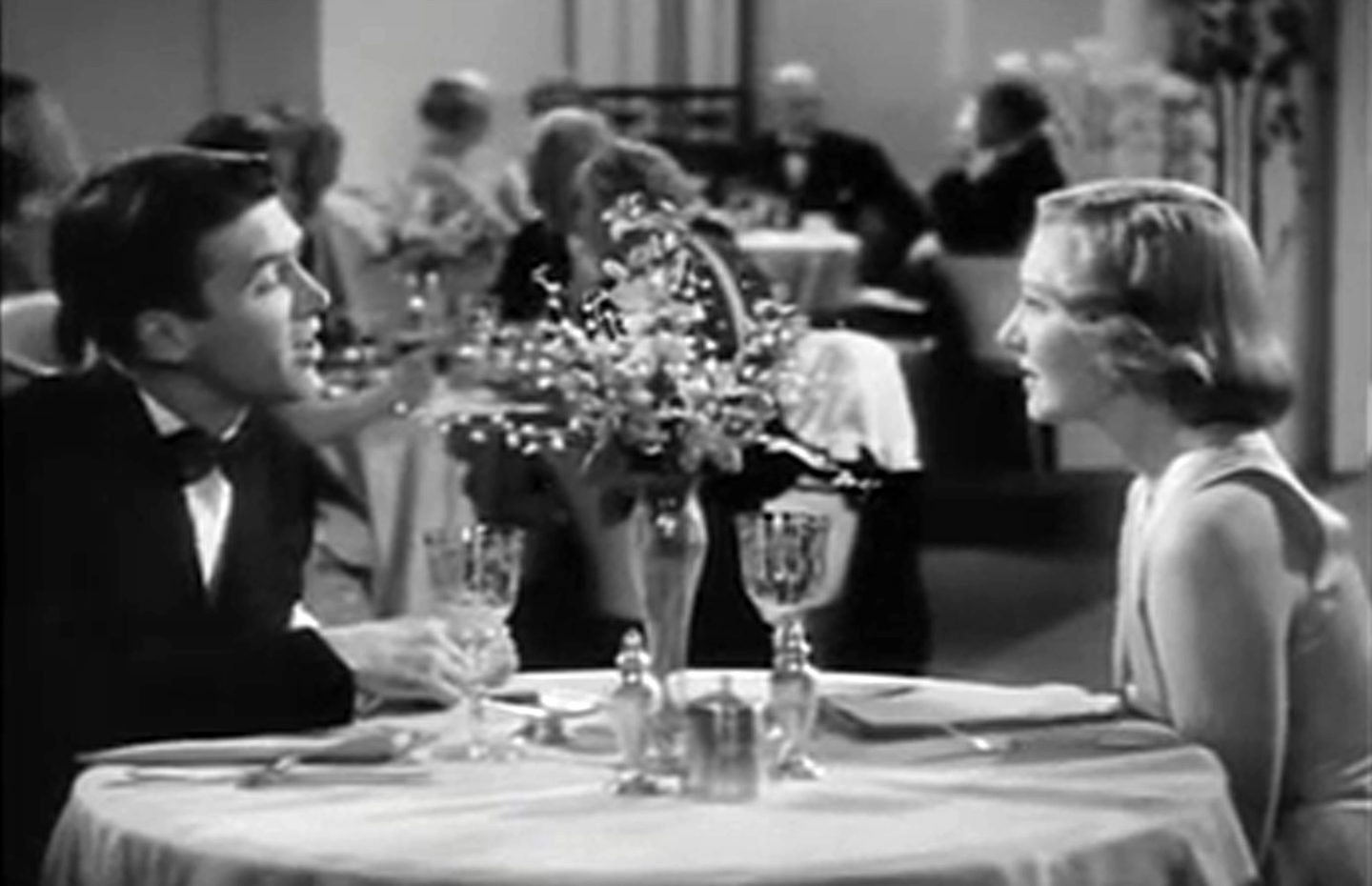
Stewart i Jean Arthur a You Can't Take It with You (1938) de Frank Capra

Stewart es va convertir en una estrella important quan va ser cedit a Columbia Pictures per interpretar el paper principal a You Can't Take It With You (1938) de Frank Capra al costat de Jean Arthur. Stewart va interpretar el fill d'un banquer que s'enamora d'una dona d'una família pobra i excèntrica. Capra havia acabat recentment diverses pel·lícules amb una bona acollida i buscava un nou tipus de protagonista. Havia quedat impressionat pel paper de Stewart a Navy Blue and Gold (1937). Segons Capra, Stewart va ser un dels millors actors que va arribar a la pantalla, va entendre els arquetips dels personatges de manera intuïtiva i va requerir poca direcció. You Can't Take It With You es va convertir la cinquena pel·lícula més taquillera de l'any i va guanyar l'Oscar a la millor pel·lícula. La pel·lícula també va tenir un èxit crític, però mentre que Variety va escriure que les actuacions de Stewart i Arthur van obtenir "gran part de les rialles", la major part de l'aclamació de la crítica va ser per a Lionel Barrymore i Edward Arnold.
En contrast amb l'èxit de You Can't Take It With You, les tres primeres estrenes cinematogràfiques de Stewart de 1939 van ser totes decepcions comercials. En el melodrama El llaç sagrat (1939), va compartir pantalla amb Carole Lombard. Stewart va culpar la seva direcció i guió pel seu pobre rendiment de taquilla. Independentment, la pel·lícula va rebre crítiques favorables, amb Newsweek escrivint que Stewart i Lombard van ser "perfectament repartits per als papers principals." Les altres dues pel·lícules, The Ice Follies of 1939 and It's a Wonderful World, van ser fracassos de la crítica.

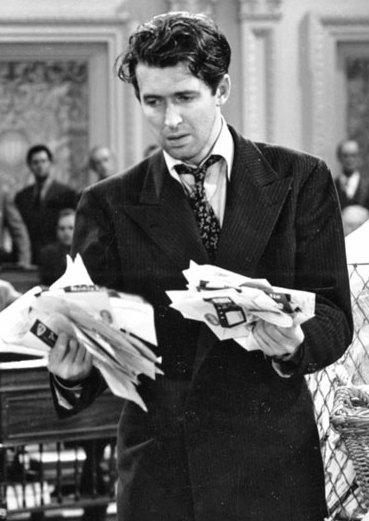
Stewart a Mr. Smith Goes to Washington (1939) (1939) de Frank Capra

A la quarta pel·lícula de Stewart de 1939, va tornar a treballar amb Capra i Arthur a la comèdia i drama polític Mr. Smith Goes to Washington. Stewart va interpretar un idealista llançat a l'arena política. obtenir elogis de la crítica i es va convertir en la tercera pel·lícula més taquillera de l'any. The Nation va declarar "[Stewart] ocupa el primer lloc entre els actors de Hollywood... Ara és madur i dona una part difícil, amb molts matisos, moments d'impacte tràgic-còmic." Més tard, el crític Andrew Sarris va qualificar l'actuació de Stewart com a "esvelta, enganxada, idealista fins al punt de ser neuròtica, reflexiva fins al punt d'estar lligada a la llengua", i el va descriure com "especialment dotat per expressar l'ambivalència emocional de l'heroi d'acció." Stewart va guanyar el premi del Cercle de Crítics de Cinema de Nova York i va rebre la seva primera nominació al Premi de l' Acadèmia al Millor Actor.
L'última aparició de Stewart a la pantalla de 1939 va arribar al western Destry Rides Again, en què va interpretar un home de la llei pacifista i Marlene Dietrich una noia de bar que s'enamora d'ell. Va tenir un èxit crític i comercial. La revista 'TIME va escriure: "James Stewart, que acabava de fer la màxima actuació de la seva cinematografia com Jefferson Smith a Mr. Smith Goes to Washington, fa una actuació tan bona o millor com Thomas Jefferson Destry. Entre pel·lícules, Stewart havia començat una carrera a la ràdio, i s'havia convertit en una veu distintiva al Lux Radio Theater, The Screen Guild Theater i altres espectacles. S'havia convertit tan conegut que els còmics van començar a imitar-lo.

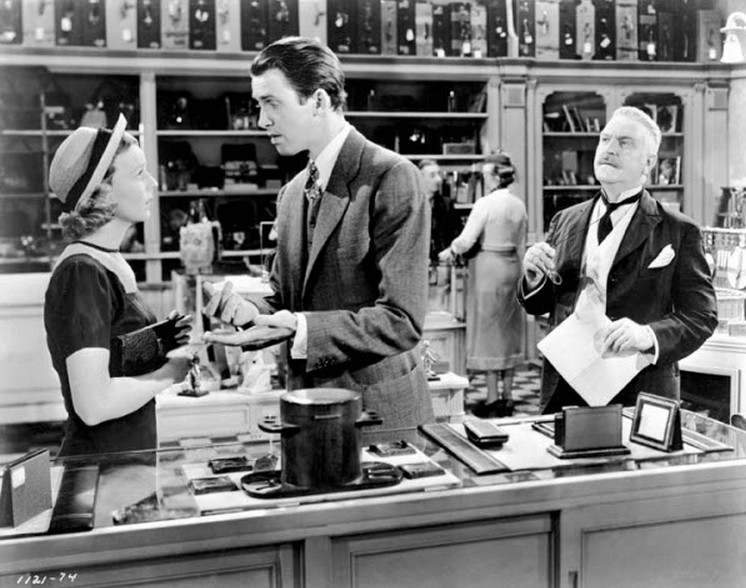
Margaret Sullavan i Stewart en la seva tercera col·laboració, The Shop Around the Corner (1940)

Stewart i Sullavan es van reunir per a dues pel·lícules el 1940. La comèdia romàntica d'Ernst Lubitsch The Shop Around the Corner els va tenir com a protagonitsten fent de companys de feina que no es poden aguantar, però sense saber-ho es converteixen en amics de correspondència romàntica. Va rebre bones crítiques i va ser un èxit de taquilla a Europa, però no va aconseguir un públic als EUA, on les comèdies menys suaus eren més populars. El director Lubitsch la va valorar com la millor pel·lícula de la seva carrera, i ha estat molt valorada pels crítics posteriors, com Pauline Kael i Richard Schickel.
El drama The Mortal Storm, dirigit per Frank Borzage, presentava a Sullavan i Stewart com a amants atrapats en l'agitació amb l'ascens al poder de Hitler. Va ser una de les primeres pel·lícules descaradament antinazis que es van produir a Hollywood, però segons l'estudiós cinematogràfic Ben Urwand, "al final va tenir molt poc impacte", ja que no mostrava la persecució experimentada pels jueus ni el nom d'aquest grup ètnic. Tot i ser ben rebut per la crítica, va fracassar a taquilla. Deu dies després de rodar The Mortal Storm, Stewart va començar a filmar No Time for Comedy (1940) amb Rosalind Russell. Els crítics van felicitar l'actuació de Stewart; Bosley Crowther de The New York Times va dir que Stewart era "el millor del programa", però la pel·lícula no va tornar a ser un èxit de taquilla.

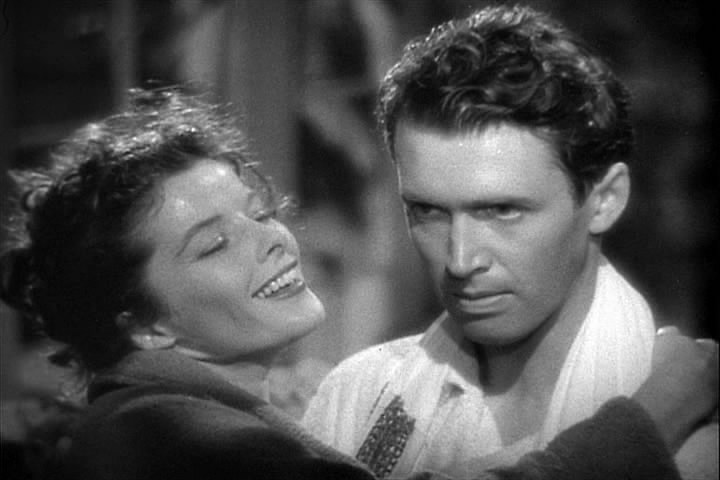
Katharine Hepburn and Stewart in The Philadelphia Story (1940), per la qual va guanyar el seu únic Oscar al millor actor.

L'última pel·lícula de Stewart que es va estrenar l'any 1940 va ser la comèdia romàntica de George Cukor The Philadelphia Story, en la qual va interpretar un reporter intrusiu i ràpid enviat a cobrir el casament d'una famosa (Katharine Hepburn) amb l'ajuda del seu exmarit (Cary Grant). La pel·lícula es va convertir en un dels majors èxits de taquilla de l'any, i va rebre un gran reconeixement de la crítica. The New York Herald Tribune va afirmar que "Stewart... aporta la major part de la comèdia a l'espectacle... A més, aporta alguns dels moments romàntics més irresistibles." La seva actuació li va valer el seu únic premi de l'Acadèmia en una categoria competitiva al millor actor, superant a Henry Fonda, a qui havia votat i amb qui una vegada havia estat company d'habitació, tots dos gairebé es van trencar a principis dels anys trenta a Nova York. El mateix Stewart va valorar la seva actuació a Mr. Smith com a superior, i va creure que l'Acadèmia estava recompensant per no donar-li el premi l'any anterior. A més, el personatge de Stewart va ser un paper secundari, no el protagonista masculí. Va donar l'Oscar al seu pare, que el va mostrar a la seva ferreteria juntament amb altres premis familiars i medalles militars.
Stewart va aparèixer a continuació en dues comèdies: Come Live with Me (1941), que el va emparellar amb Hedy Lamarr, i Pot o' Gold (1941), amb Paulette Goddard, que van ser ambdues fracassos de taquilla. Stewart considerava que aquesta última era la pitjor pel·lícula de la seva carrera. [109] La seva darrera pel·lícula abans del servei militar va ser el musical Ziegfeld Girl (1941), que va protagonitzar Judy Garland, Hedy Lamarr i Lana Turner. Va ser un fracàs crític, però també un dels millors intèrprets de taquilla de l'any.

### 1941–1947: servei militar
Stewart es va convertir en la primera gran estrella de cinema nord-americana a allistar-se a l'exèrcit dels Estats Units per lluitar a la Segona Guerra Mundial. La seva família tenia profundes arrels militars: els seus dos avis havien lluitat a la Guerra civil americana, i el seu pare havia servit tant durant la Guerra hispanoamericana com durant la Primera Guerra Mundial. Després de ser rebutjat per baix pes al novembre de 1940, es va allistar el febrer de 1941. Com a pilot aficionat experimentat, es va presentar per a la seva incorporació com a soldat al Cos Aeri el 22 de març de 1941. Aviat compliria 33 anys, i superava el límit d'edat de l' entrenament de cadets d'aviació, el camí normal de posada en servei per a pilots, navegants i bombarders, i, per tant, va sol·licitar una comissió del Cos Aeri tant com a graduat universitari com a pilot comercial amb llicència. Stewart va rebre la seva comissió com a segon tinent l'1 de gener de 1942.
Després d'enrolar-se, Stewart no va fer cap pel·lícula comercial nova, tot i que va romandre sota contracte amb MGM. Les seves aparicions públiques es van limitar a compromisos per a les Forces Aèries de l'Exèrcit. L'Air Corps el va programar a la ràdio de la xarxa amb Edgar Bergen i Charlie McCarthy, i al programa de ràdio We Hold These Truths, una celebració de la Declaració de Drets de la Constitució dels Estats Units, que es va emetre una setmana després de l'atac a Pearl Harbor. Stewart també va aparèixer en un curtmetratge de First Motion Picture Unit, Winning Your Wings, per ajudar a reclutar aviadors. Nominat a un Oscar al millor documental el 1942, va aparèixer a les sales de cinema d'arreu del país a partir de finals de maig de 1942 i va donar lloc a 150.000 nous reclutes.
A Stewart li preocupava que el seu estatus de celebritat el relegués a funcions darrere de les línies. Després de passar més d'un any entrenant pilots a l'aeròdrom de l'exèrcit de Kirtland a Albuquerque, Nou Mèxic, va apel·lar al seu comandant i va ser enviat a Anglaterra com a part del 445è Grup de Bombardeig per pilotar un B-24 Liberator, al novembre. 1943, i va ser destinat inicialment a la base RAF Tibenham abans de traslladar-se a la base RAF Old Buckenham.

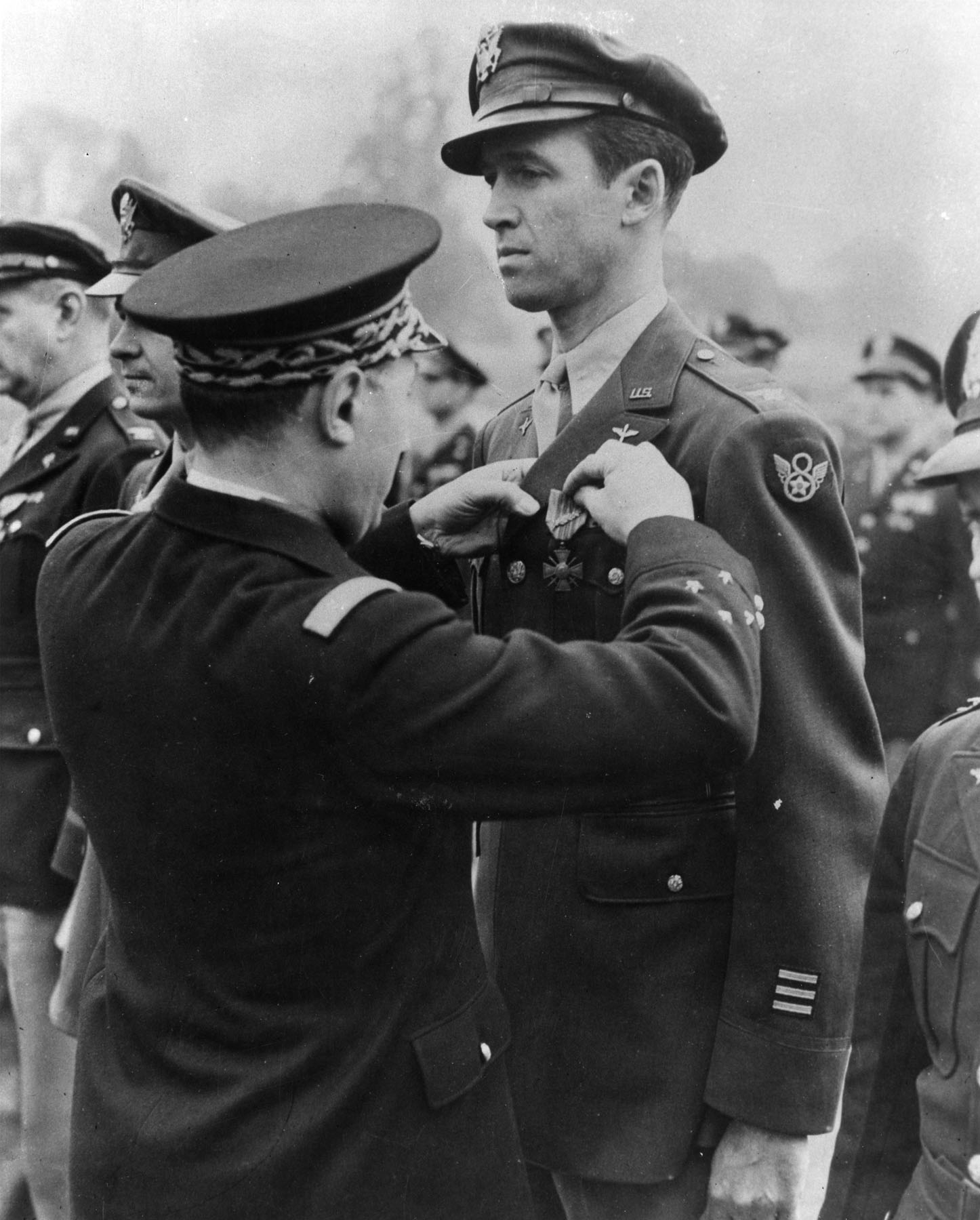
El coronel Stewart rebent la Croix de Guerre amb Palma el 1944

Stewart va ser ascendit a major després d'una missió a Ludwigshafen, Alemanya, el 7 de gener de 1944. Se li va concedir la Creu de Vols Distingits per accions com a comandant adjunt de la 2a Ala de Bombarders, i la Creu de Guerra amb Palma francesa, així com la Medalla Aire amb tres mamats de fulles de roure. Stewart va ser ascendit a coronel el 29 de març de 1945, convertint-se en un dels pocs nord-americans que va passar de soldat ras a coronel en només quatre anys. A principis de juny de 1945, Stewart era l'oficial president del consell de guerra d'un pilot i navegant que accidentalment va bombardejar Zuric
Stewart va tornar als Estats Units a principis de la tardor de 1945. Va continuar jugant un paper de reserva de les Forces Aèries de l'Exèrcit després de la guerra, i també va ser un dels 12 fundadors de l'Associació de la Força Aèria a l'octubre. 1945. Stewart finalment es traslladaria a la Reserva de la Força Aèria dels Estats Units després que les Forces Aèries de l'Exèrcit se separessin de l'Exèrcit, el 1947. Durant els períodes de servei actiu va servir amb el Comandament Aeri Estratègic i va completar la formació de transició com a pilot amb B-47 i B-52.
Stewart va ser nominat per primera vegada per a la promoció a general de brigada el febrer de 1957; tanmateix, la seva promoció va rebre l'oposició inicialment de la senadora Senator Margaret Chase Smith. En el moment de la nominació, el Washington Daily News va assenyalar: "Ell entrena activament amb la Reserva cada any. Ha tingut 18 hores com a primer pilot d'un B-52." El 23 de juliol de 1959, Stewart va ser ascendit a general de brigada, convertint-se en l'actor de més alt rang de la història militar nord-americana. Durant la Guerra del Vietnam, va volar com a observador no de servei en un B-52 en una missió de bombardeig Arc Light el febrer de 1966. Va servir durant 27 anys, retirant-se oficialment de la Força Aèria el 31 de maig de 1968, quan va assolir l'edat de jubilació obligatòria de 60 anys. Després de la seva jubilació, se li va concedir la Medalla del Servei Distingit a les Forces Aèries. Stewart rarament parlava del seu servei en temps de guerra, però va aparèixer en un episodi de la sèrie documental de televisió britànica The World at War (1974), comentant la desastrosa missió de 1943 contra Schweinfurt.

### 1946–1949: pel·lícules de postguerra

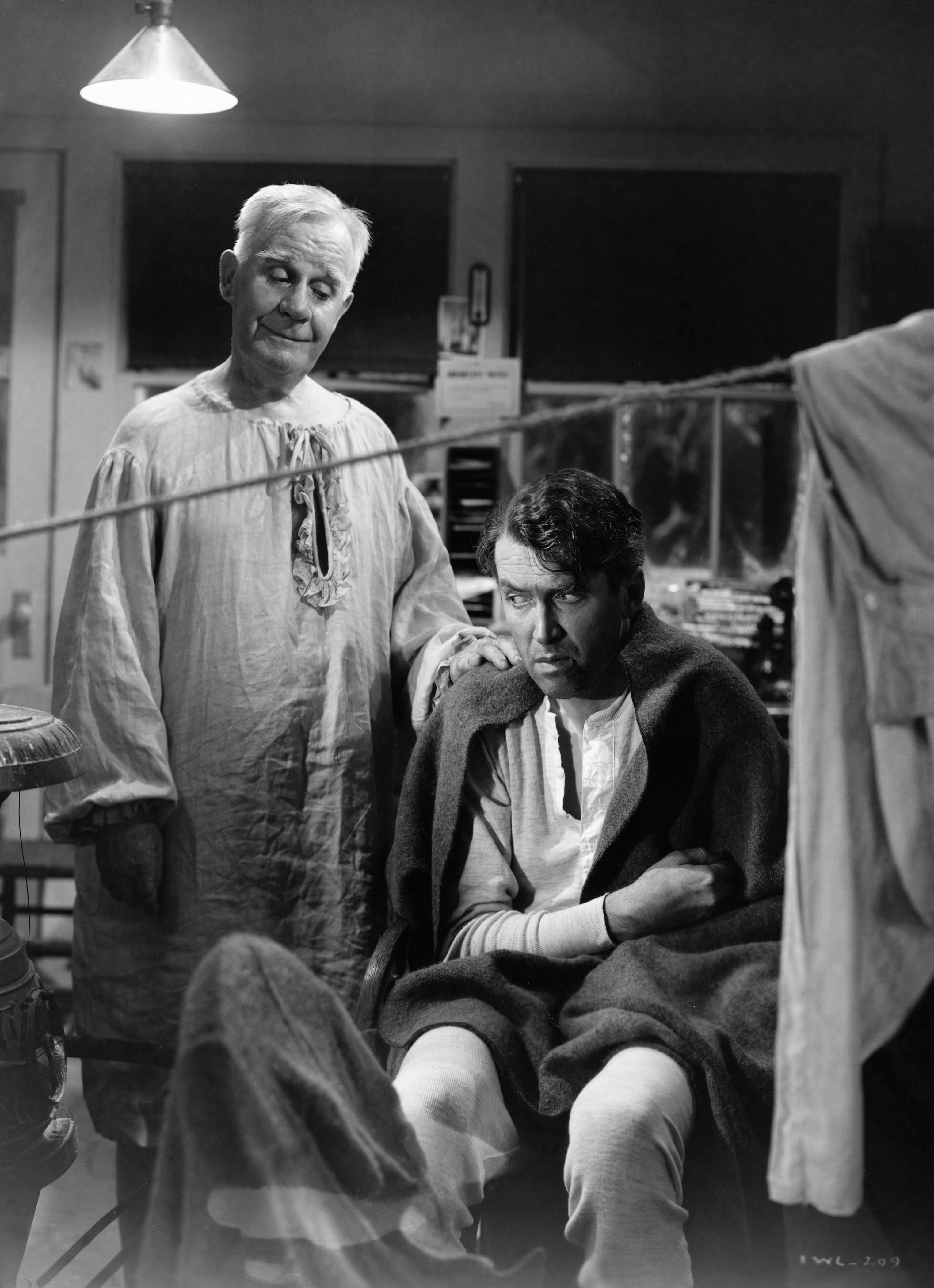
Stewart com a George Bailey i Travers com a Clarence Odbody a It's a Wonderful Life (1946). Encara que només va tenir un èxit moderat en el moment de la seva estrena, la pel·lícula ha arribat a definir més tard el llegat de Stewart.

Després de les seves experiències a la guerra, Stewart va considerar tornar a Pennsilvània per dirigir la botiga familiar. El seu antic agent Leland Hayward també havia deixat el negoci del talent el 1944, després de vendre la seva llista d'estrelles, inclòs Stewart, a Music Corporation of America (MCA). Stewart va decidir no renovar el seu contracte amb MGM i va signar un acord amb MCA. Més tard va declarar que Frank Capra li va donar un nou començament, que li va demanar que protagonitzés It's a Wonderful Life (1946), la primera pel·lícula de postguerra per a tots dos. Stewart va interpretar George Bailey, un home honorable d'un poble petit que es sent cada cop més frustrat per la seva existència normal i els seus problemes financers. Conduït al suïcidi la vigília de Nadal, és portat a revalorar la seva vida per Clarence Odbody, un "àngel de segona classe" interpretat per Henry Travers. Durant el rodatge, Stewart va experimentar dubtes sobre les seves habilitats i va continuar pensant en retirar-se de l'actuació.
Encara que It's a Wonderful Life va ser nominada a cinc premis de l'Acadèmia, inclosa la tercera nominació de Stewart al millor actor, va rebre crítiques diverses i va tenir només un èxit moderat a taquilla, sense poder cobrir els seus costos de producció. Diversos crítics van trobar la pel·lícula massa sentimental, tot i que Bosley Crowther va escriure que Stewart va fer un "treball molt atractiu, indicant que ha crescut tant en talla espiritual com en talent durant els anys que va estar a la guerra," i el president Harry S. Truman va concloure que "Si [la meva dona] i jo tinguéssim un fill voldríem que fos igual que Jimmy Stewart [en aquesta pel·lícula]". En les dècades des del seu llançament, It's a Wonderful Life ha crescut fins a definir el personatge cinematogràfic de Stewart i es considera àmpliament un clàssic de Nadal, i, segons l'American Film Institute, és una de les 100 millors pel·lícules americanes que s'han fet mai. Andrew Sarris va afirmar que l'actuació de Stewart va ser infravalorada pels crítics de l'època que no en podien veure "la força i la fúria" i va considerar la seva proposta d'escena amb Donna Reed, "una de les expressions més sublimament histriòniques de la passió." Stewart després va nomenar la pel·lícula com la seva preferida personal de la seva filmografia.
Arran de It's A Wonderful Life, la productora de Capra va entrar en fallida, mentre que Stewart continuava tenint dubtes sobre les seves habilitats d'actuació. La seva generació d'actors s'estava esvaint i una nova onada d'actors, com Marlon Brando, Montgomery Clift i James Dean, aviat tornarien a refer Hollywood. Stewart va tornar a fer drames radiofònics el 1946; va continuar aquest treball entre pel·lícules fins a mitjans dels anys cinquanta. També va tornar a Broadway per protagonitzar Harvey de Mary Coyle Chase el juliol de 1947, substituint l'estrella original Frank Fay.durant la durada de les seves vacances. L'obra s'havia obert a elogis gairebé universals el 1944,, i explicava la història d'Elwood P. Dowd, un excèntric ric, el millor amic del qual és un conill de mida humana invisible i els familiars del qual intenten comprometre'l amb un asil mental. Stewart va guanyar seguidors a l'obra poc convencional, i encara que Fay va tornar al paper a l'agost, van decidir que Stewart ocuparia el seu lloc de nou l'estiu següent. L'única pel·lícula de Stewart que es va estrenar el 1947 va ser la comèdia de William A. Wellman Magic Town, una de les primeres pel·lícules sobre la nova ciència de les enquestes d'opinió pública. Va tenir una mala acollida tant comercial com crítica

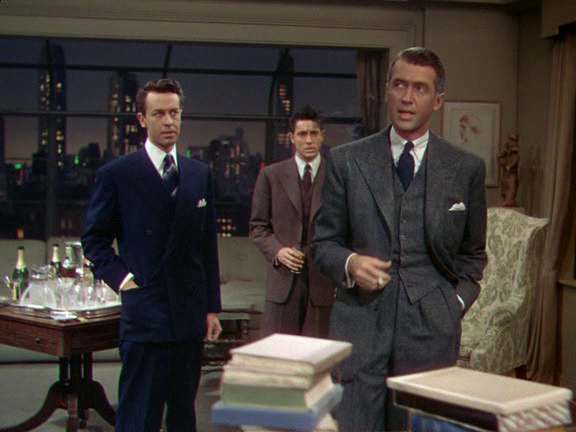
Stewart amb Farley Granger i John Dall a Rope (1948), la seva primera col·laboració amb Alfred Hitchcock. Va ser criticat per haver estat mal interpretat en el paper de professor cínic.

Stewart va aparèixer en quatre estrenes cinematogràfiques noves el 1948. Call Northside 777 va ser una pel·lícula negra aclamada per la crítica" mentre que la comèdia musical On Our Merry Way, en què Stewart i Henry Fonda interpretaven músics de jazz en un repartiment de conjunt, va ser una crítica i fracàs comercial. La comèdia You Gotta Stay Happy, que va emparellar Stewart amb Joan Fontaine, va ser la més reeixida de les seves pel·lícules de postguerra fins aleshores. Rope, en què Stewart interpretava al professor idolatrat de dos joves que cometen assassinats per mostrar la seva suposada superioritat, va començar la seva col·laboració amb Alfred Hitchcock. Rodada en llargues preses "en temps real", Stewart va sentir pressió per ser impecable en la seva actuació; l'estrès afegit el va fer dormir molt poc i beure més. Rope va rebre crítiques contradictòries, i Andrew Sarris i Scott Eyman l'han anomenat més tard com equivocat en el paper d'un professor de filosofia amant de Nietzsche. El guionista de la pel·lícula Arthur Laurents també va declarar que "el càsting de [Stewart] va ser absolutament destructiu. No és sexual com a actor."
Stewart va tornar a trobar l'èxit amb The Stratton Story (1949), interpretant al campió de beisbol Monty Stratton al costat de June Allyson. Es va convertir en la sisena pel·lícula més taquillera de 1949 i va ser ben rebuda per la crítica. El New York Times va assenyalar: "La història de Stratton va ser el millor que li ha passat fins ara al Sr. Stewart en la seva carrera cinematogràfica de postguerra... fa una actuació tan guanyadora que és gairebé impossible imaginar-se a ningú més interpretant el paper." L'altre llançament de Stewart el 1949 el va veure reunir amb Spencer Tracy a la pel·lícula Malaya de la Segona Guerra Mundial.(1949). Va ser un fracàs comercial i va rebre crítiques diverses.

### 1950–1959: col·laboracions amb Alfred Hitchcock i Anthony Mann

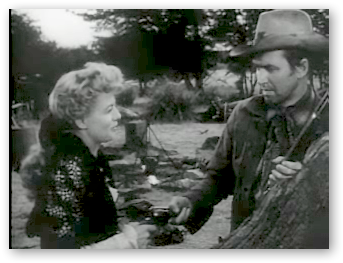
Stewart amb Shelley Winters a Winchester '73, el seu primer projecte amb Anthony Mann. A la dècada de 1950, Stewart va redefinir la seva carrera com a estrella de westerns.

A la dècada de 1950, Stewart va experimentar una renovació de carrera com a estrella dels westerns i va col·laborar en diverses pel·lícules amb el director Anthony Mann.El primer d'ells va ser la producció d'Universal Winchester '73 (1950), que Stewart va acceptar fer a canvi de formar part del reaprtiment en una adaptació cinematogràfica de Harvey. També va marcar un punt d'inflexió a Hollywood, ja que l'agent de Stewart, Lew Wasserman, va negociar un acord innovador amb Universal, en el qual Stewart no rebria cap sou a canvi d'un percentatge dels beneficis. Stewart també va rebre l'autoritat per col·laborar amb l'estudi en les decisions de càsting i contractació. Stewart va acabar guanyant uns 600.000 dòlars amb Winchester '73, molt més que el seu honorari habitual, i altres estrelles van aprofitar ràpidament aquesta nova manera de fer negocis, que va soscavar encara més el sistema d'estudi en decadència.
Stewart va triar Mann per dirigir, i la pel·lícula li va donar la idea de redefinir el seu personatge de pantalla a través del gènere western. A la pel·lícula, Stewart és un tirador dur i venjatiu, el guanyador d'un rifle preuat que és robat i passa per moltes mans, fins a l'enfrontament entre ell i el seu germà. Winchester '73 es va convertir en un èxit de taquilla amb el seu llançament a l'estiu i va obtenir crítiques entusiastes de Stewart.; També va protagonitzar un altre western d'èxit aquell estiu, Broken Arrow (1950), que el presentava com a exsoldat i agent nadiu americà fent les paus amb els apatxes.

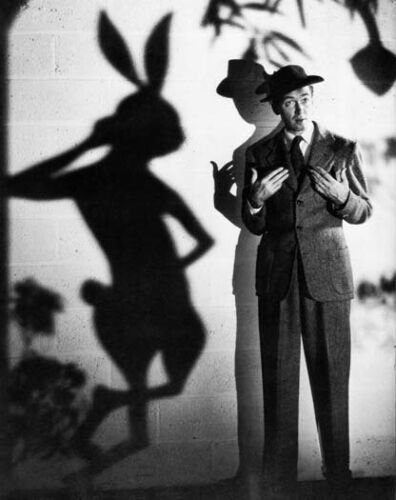
Stewart a Harvey (1950), l'única pel·lícula per la qual va rebre una nominació a l'Oscar i una nominació al Globus d'Or.

La tercera pel·lícula de Stewart de 1950 va ser la comèdia The Jackpot; va rebre elogis de la crítica i va tenir èxit comercial, però va ser una pel·lícula menor del seu repertori i ha estat en gran part oblidada per la crítica i els seguidors contemporanis. Al desembre de 1950, es va estrenar l'adaptació cinematogràfica de Harvey, dirigida per Henry Koster i amb Stewart repetint el seu paper teatral. Amb els crítics tornant a comparar la seva actuació amb la de Fay, l'actuació de Stewart i la pel·lícula en si van rebre crítiques diverses. B Bosley Crowther del The New York Times va escriure que "tan estimada és l'actuació de James Stewart […] i tota la resta que encara els espera una experiència pràcticament nova fins i tot per a aquells que van veure l'obra," mentre que Variety el va dir "perfecte". en el paper. John McCarten, del New Yorker, va afirmar que, tot i que "no aporta la seva part a la maltractada autoritat de Frank Fay... no obstant això, aconsegueix fer plausible la idea que Harvey, el conill, l'acceptaria com a amic." Stewart va declarar més tard que no estava satisfet amb la seva actuació, afirmant: "L'he interpretat una mica massa somiador, una mica massa maco i simpàtic". Malgrat la seva pobra taquilla, Stewart va rebre la seva quarta nominació a l'Oscar, així com la seva primera nominació al Globus d'Or. [188] De manera semblant a It's a Wonderful Life, Harvey va aconseguir popularitat més tard, després de les freqüents projeccions de televisió.
Stewart va aparèixer només en una pel·lícula estrenada el 1951, interpretant a un científic a la producció britànica de Koster No Highway in the Sky, que va ser una de les primeres pel·lícules de desastres d'avió que s'han fet mai. Filmada a Anglaterra, es va convertir en un èxit de taquilla al Regne Unit, però no va aconseguir atreure públic als Estats Units. Stewart va tenir un petit paper secundari com a clown amb problemes a The Greatest Show on Earth (1952) de Cecil B. DeMille, que va guanyar l'Oscar a la millor pel·lícula. Els crítics tenien curiositat per què Stewart havia fet un paper tan petit i fora de personatge; va respondre que es va inspirar per la capacitat de Lon Chaney de disfressar-se mentre deixava emergir el seu personatge. El mateix any, Stewart va protagonitzar una pel·lícula biogràfica fallida de la crítica i comercial, Carbine Williams (1952), i va continuar la seva col·laboració amb Mann aBend of the River (1952), que va tornar a ser un èxit comercial i de crítica.

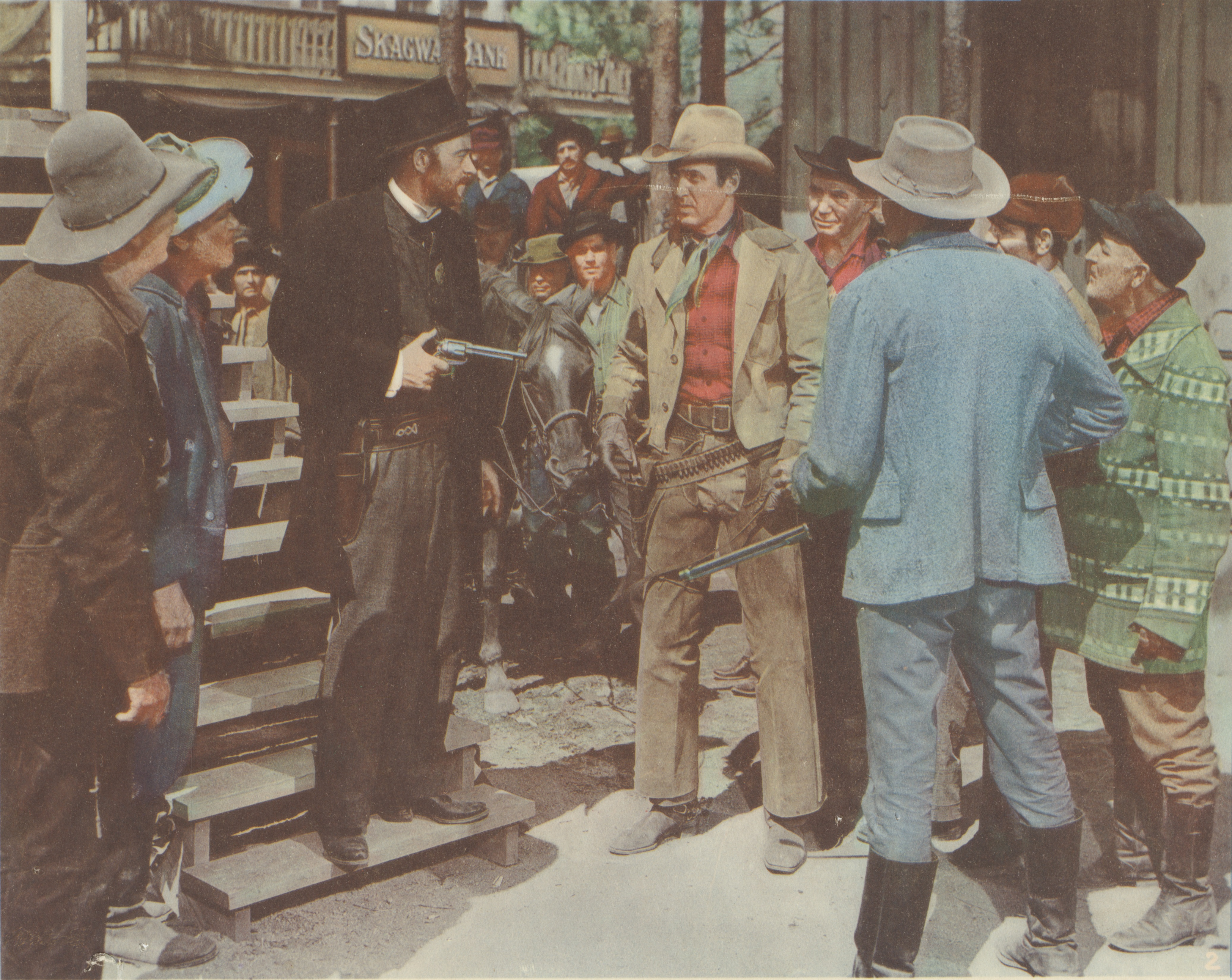
John McIntire i Stewart a The Far Country (1955)

Stewart va seguir a Bend of the River amb quatre col·laboracions més amb Mann durant els dos anys següents. The Naked Spur (1953) i The Far Country (1954) van tenir èxit entre el públic i van desenvolupar el personatge de la pantalla de Stewart en una presència més madura, ambigua i més nerviosa. Les pel·lícules el presentaven com a vaquers problemàtics que buscaven la redempció mentre s'enfrontaven a ramaders corruptes, ramaders i proscrits; un home que coneix la violència de primera mà i que lluita per controlar-la. Les col·laboracions entre Stewart i Mann van establir les bases de molts dels westerns de la dècada de 1950 i segueixen sent populars avui en dia per la seva representació més realista i realista del gènere clàssic del cinema. A més, Stewart va protagonitzar el programa de ràdio The Six Shooter per a la seva temporada d'una temporada de 1953 a 1954. Ell i Mann també van col·laborar en pel·lícules fora del gènere de westerns aThunder Bay (1953) i The Glenn Miller Story (1954), aquesta darrera un biopic aclamat per la crítica a que va protagonitzar al costat de June Allyson. Va obtenir a Stewart una nominació als BAFTA, i va continuar amb les seves representacions d'"herois americans".

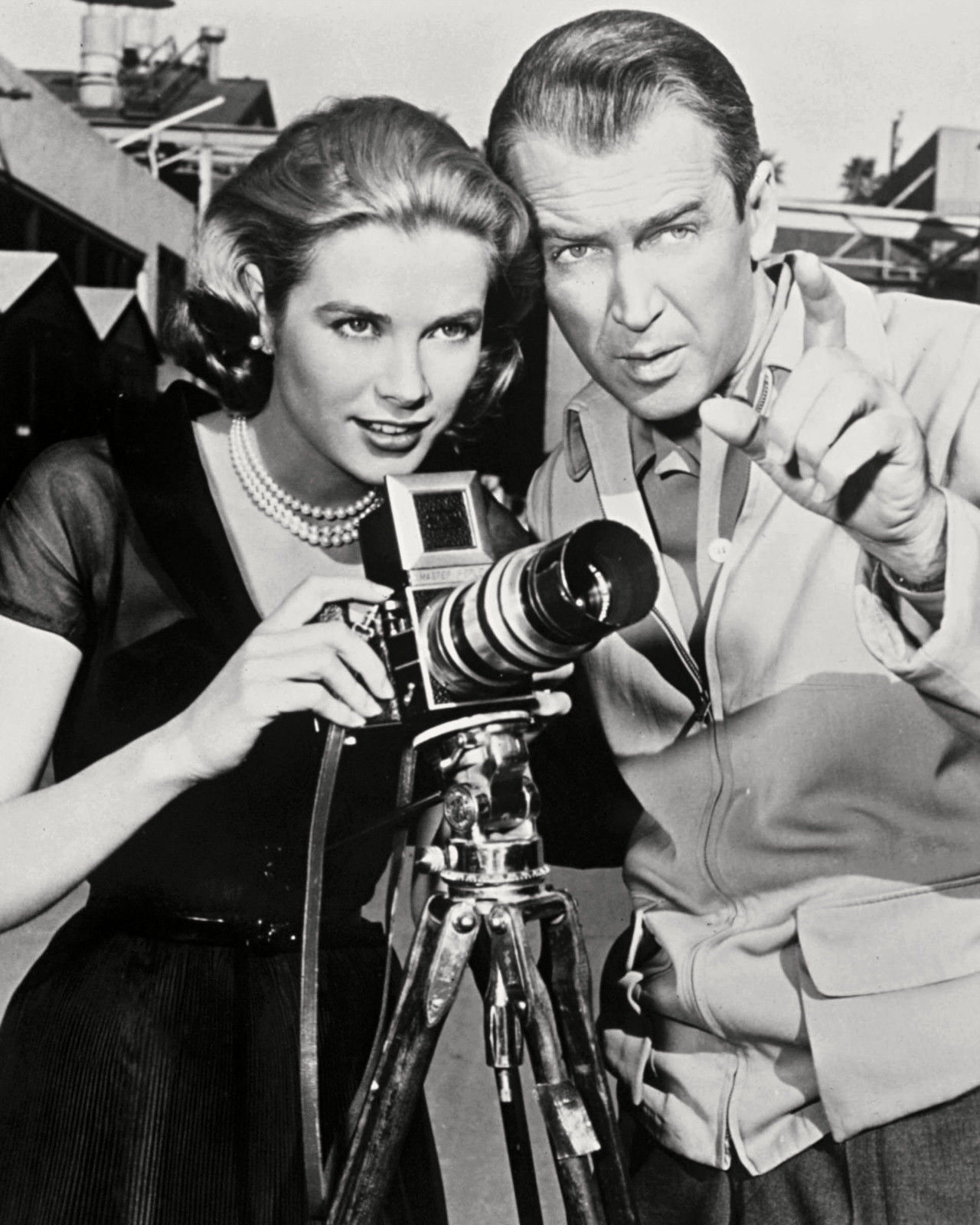
Stewart amb la seva coprotagonista Grace Kelly a Rear Window (1954), que li va permetre explorar noves profunditats del seu personatge de pantalla.

La segona col·laboració de Stewart amb Hitchcock, el thriller Rear Window, es va convertir en la vuitena pel·lícula més taquillera del 1954. Hitchcock i Stewart també havien format una corporació, Patron Inc., per produir la pel·lícula. Stewart va retratar un fotògraf, basat lliurement en Robert Capa, que projecta les seves fantasies i pors sobre les persones que observa per la finestra del seu apartament mentre està en pausa a causa d'una cama trencada, i arriba a creure que ha estat testimoni d'un assassinat. Limitat per la seva cadira de rodes, Stewart va haver de reaccionar al que veu el seu personatge amb respostes principalment facials. Igual que Mann, Hitchcock va descobrir noves profunditats en l'actuació de Stewart, mostrant un protagonista enfrontant-se a les seves pors i als seus desitjos reprimits. Tot i que la major part de l'aclamació inicial per Rear Window es va dirigir cap a Hitchcock, el crític Vincent Canby va descriure més tard l'actuació de Stewart com a "gran" i va afirmar que "[el seu] estat d'estrella de llarga data a Hollywood sempre ha enfosquit el reconeixement de el seu talent." 1954 va ser un any històric en la carrera de Stewart pel que fa a l'èxit d'audiència, i va encapçalar la llista de les estrelles de cinema més populars de la revista Look, desplaçant l'estrella occidental rival John Wayne.
Stewart va continuar la seva exitosa carrera de taquilla amb dues col·laboracions amb Mann el 1955. Strategic Air Command el va tornar a emparellar amb June Allyson en una pel·lícula de propaganda de la Guerra Freda destinada a mostrar al públic que era necessària una gran despesa militar. Stewart va tenir un paper central en el seu desenvolupament, utilitzant les seves experiències de la força aèria. Malgrat les crítiques per la història seca i mecanicista, es va convertir en la sisena pel·lícula més taquillera de 1955. La col·laboració final de Stewart amb Mann en el gènere occidental, The Man from Laramie, un dels primers westerns que es va rodar amb CinemaScope, va ser ben rebut per la crítica i el públic. Després del seu treball amb Mann, Stewart va protagonitzar al costat de Doris Day el remake de Hitchcock de la seva pel·lícula anterior L'home que sabia massa (1956). La pel·lícula va ser un altre èxit. Tot i que els crítics van preferir la primera versió, el mateix Hitchcock va considerar el seu remake superior.
La següent pel·lícula de Stewart, The Spirit of St. Louis (1957), de Billy Wilder, el va veure protagonitzar com el seu heroi infantil, Charles Lindbergh. Va ser una producció de gran pressupost amb efectes especials elaborats per a les seqüències de vol, però només va rebre crítiques diverses i no va recuperar els seus costos de producció. Stewart va acabar l'any amb un paper protagonista a Western Night Passage (1957), que inicialment havia estat programada com la seva novena col·laboració amb Mann. Durant la preproducció, es va desenvolupar una fractura entre Mann i l'escriptor Borden Chase sobre el guió, que Mann considerava feble. Mann va decidir abandonar la pel·lícula i mai va tornar a col·laborar amb Stewart. James Neilson va substituir a Mann, i la pel·lícula es va estrenar el 1957 per convertir-se en un fracàs de taquilla. Agraït per aquest fracàs, Stewart va evitar el gènere i no faria cap altre western durant quatre anys.

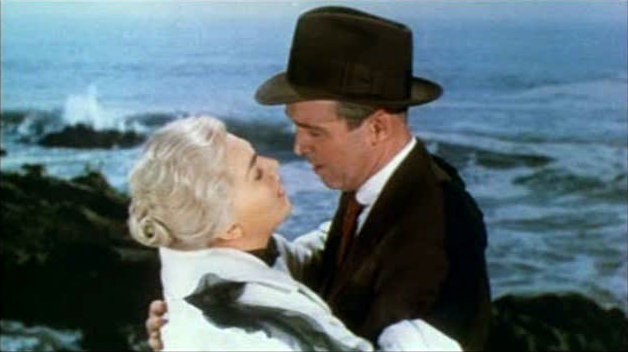
L'última col·laboració de Stewart amb Hitchcock va ser Vertigen (D'entre els morts) (1958), en la qual va protagonitzar amb Kim Novak.

La col·laboració de Stewart amb Hitchcock va acabar l'any següent amb Vertigen (D'entre els morts) (1958), en què va protagonitzar un antic policia amb acrofòbia que s'obsessiona amb una dona (Kim Novak) a la qual segueix. Tot i que Vertigen (D'entre els morts) més tard s'ha considerat com una de les obres clau d'Hitchcock i va ser classificada com la millor pel·lícula mai feta per l'enquesta dels crítics de Sight & Sound el 2012, rebre crítiques poc entusiastes i rebuts de taquilla pobres en el seu llançament. Independentment, diversos crítics van felicitar Stewart per la seva actuació, amb Bosley Crowther assenyalant: "El senyor Stewart, com és habitual, aconsegueix actuar molt tens d'una manera casual."

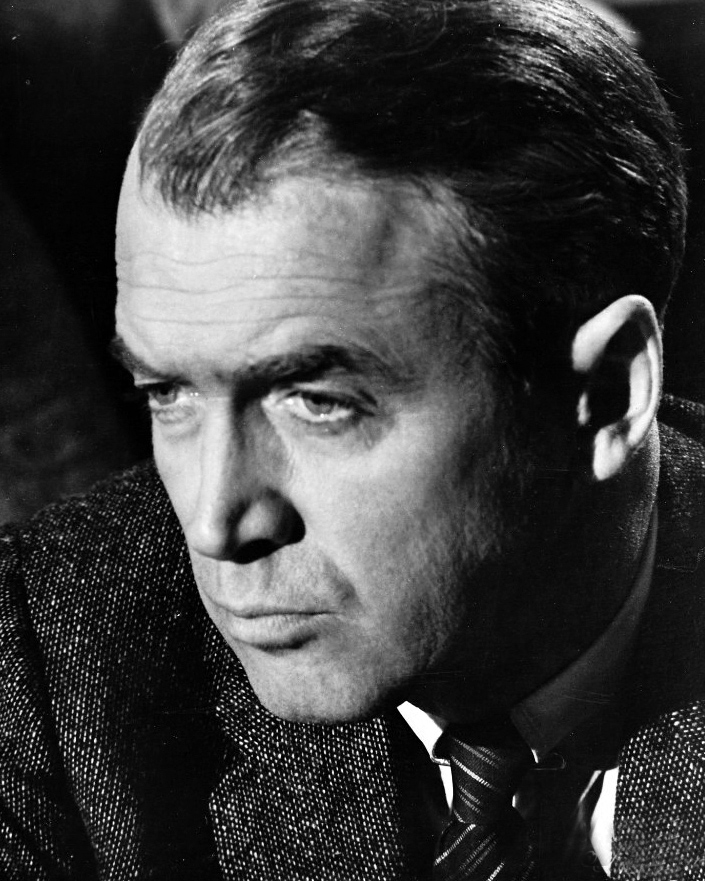
Stewart a Anatomia d'un assassinat (1959), que li va valer la seva última nominació a l'Oscar

Hitchcock va culpar del fracàs de la pel·lícula a Stewart que era massa vell per ser convincentment l'interès amorós de Novak: tenia cinquanta anys en aquell moment i havia començat a portar un postís platejat a les seves pel·lícules. En conseqüència, Hitchcock va emetre Cary Grant a la seva següent pel·lícula, North by Northwest (1959), un paper que Stewart desitjava; Grant era quatre anys més gran que Stewart, però va fotografiar molt més jove.La segona pel·lícula de Stewart de 1958, la comèdia romàntica Bell, Book and Candle (1958), també el va emparellar amb Kim Novak, i Stewart més tard es va fer ressò d'Hitchcock dient que va ser mal interpretat com a parella romàntica de Novak, de 25 anys. La pel·lícula i l'actuació de Stewart van rebre crítiques pobres i van resultar en un fracàs de taquilla. No obstant això, segons l'estudiós cinematogràfic David Bingham, a principis de la dècada de 1950, "la personalitat de Stewart era tan creïble i ben establerta", que la seva elecció del paper ja no va afectar la seva popularitat.
Stewart va acabar la dècada amb el drama realista d'Otto Preminger, Anatomia d'un assassinat (1959) i la pel·lícula criminal The FBI Story (1959). El primer va ser un èxit de taquilla malgrat el seu tracte explícit amb temes com la violació i va obtenir bones crítiques. Stewart va rebre elogis de la crítica pel seu paper d'advocat d'un poble petit implicat en un cas difícil d'assassinat; Bosley Crowther la va anomenar "una de les millors actuacions de la seva carrera." Stewart va guanyar el seu primer BAFTA, una Copa Volpi, un Premi del Cercle de Crítics de Cinema de Nova York i un Premi del Gremi de Productors d'Amèrica, a més de guanyar la seva cinquena i última nominació a l'Acadèmia per la seva actuació. L'última pel·lícula, en la qual Stewart va interpretar un agent de l'FBI de l'època de la Depressió, va ser menys ben rebuda per la crítica i va no tenir èxit comercial. Malgrat el fracàs comercial de The FBI Story, la pel·lícula va marcar el tancament de la dècada de més èxit comercial de la carrera de Stewart. Segons l'enquesta anual de Quigley, Stewart va ser una de les millors estrelles de guanyar diners durant deu anys, apareixent entre els deu primers el 1950, 1952–1959 i 1965. Va encapçalar la llista el 1955.

### 1960–1970: westerns i carrera posterior
Stewart va obrir la nova dècada protagonitzant la pel·lícula de guerra The Mountain Road (1960). Per a la seva sorpresa, va ser un fracàs de taquilla, malgrat les seves afirmacions que era un dels millors guions que havia llegit mai. Va començar una nova col·laboració de director amb John Ford, fent el seu debut a les seves pel·lícules al western Two Rode Together (1961), que va tenir ressons temàtics de The Searchers de Ford.. El mateix any, també va narrar la pel·lícula X-15 per a la USAF. Stewart va ser considerat per al paper d'Atticus Finch a l'adaptació cinematogràfica de 1962 de la novel·la de Harper Lee To Kill a Mockingbird, però ho va rebutjar, preocupat perquè la història fos massa controvertida.
La següent col·laboració de Stewart i Ford va ser L'home que va matar Liberty Valance (1962). Un western psicològic clàssic, la imatge va ser rodada en un estil de cinema negre en blanc i negre a la insistència de Ford, amb Stewart com un advocat de la costa est que va en contra dels seus principis no violents quan es veu obligat a enfrontar-se a un proscrit psicòpata (Lee Marvin) en un petit poble fronterer. La complexa pel·lícula va obtenir inicialment crítiques diverses, però es va convertir en una de les favorites de la crítica durant les dècades següents. El nom de Stewart va aparèixer per sobre de John Wayne en pòsters i tràilers, però Wayne va rebre la màxima factura a la pel·lícula. Stewart, Wayne i Ford també van col·laborar en una obra de teatre per a televisió aquell mateix any, Flashing Spikes (1962), per a la sèrie d' antologia d'ABC Alcoa Premiere, tot i que presentava a Wayne amb un pseudònim televisiu ("Michael Morris", també utilitzat per a la breu aparició de Wayne). a l'episodi dirigit per John Ford de la sèrie de televisió Wagon Train titulat "The Colter Craven Story") pel seu llarg cameo. A continuació, Stewart va aparèixer com a part d'un repartiment d'estrelles, inclosos Henry Fonda i John Wayne, a La conquesta de l'Oest, un western èpic estrenat als Estats Units a principis de 1963. La pel·lícula va guanyar tres premis de l'Acadèmia i va obtenir xifres massives de taquilla.

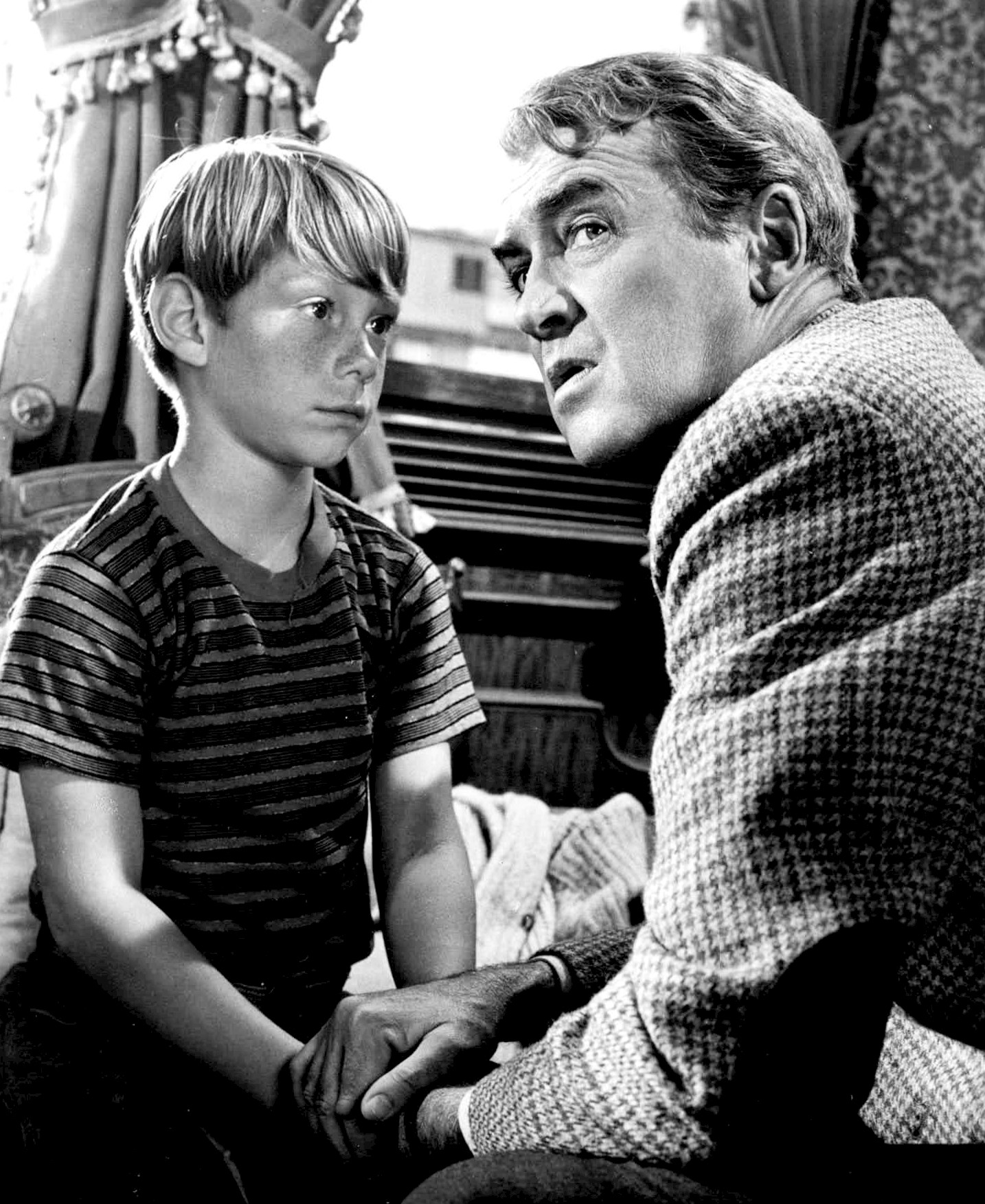
Amb Bill Mumy a Dear Brigitte (1965)

El 1962, Stewart va signar un acord de diverses pel·lícules amb la 20th Century Fox. Les dues primeres d'aquestes pel·lícules el van reunir amb el director Henry Koster a les comèdies familiars Mr. Hobbs Takes a Vacation (1962) amb with Maureen O'Hara i Take Her, She's Mine (1963), que van ser èxits de taquilla. El primer va rebre crítiques moderadament positives i va guanyar a Stewart l'Ós de Plata al Millor Actor al Festival Internacional de Cinema de Berlín; aquest últim va ser criticat per la crítica. Stewart va aparèixer a l'últim western de John Ford, Cheyenne Autumn (1964), interpretant un Wyatt Earp vestit de blanc en una llarga seqüència semi-còmica al mig de la pel·lícula. La pel·lícula va fracassar a nivell nacional i es va oblidar ràpidament.
El 1965, Stewart va rebre el seu primer premi honorífic per la seva carrera, el Premi Cecil B. DeMille. Aquell any va aparèixer en tres pel·lícules. La comèdia familiar de Fox Dear Brigitte (1965), que presentava l'actriu francesa Brigitte Bardot com a objecte de l'enamorament del fill de Stewart, va ser un fracàs de taquilla. La pel·lícula de la Guerra Civil Shenandoah (1965) va ser un èxit comercial amb temes forts contra la guerra i humanitaris.; The Flight of the Phoenix (1965) va continuar la sèrie de pel·lícules de Stewart de temàtica aeronàutica; va tenir una bona acollida crítica, però un fracàs de taquilla.
Durant els anys següents, Stewart va actuar en una sèrie de westerns: The Rare Breed (1966) amb Maureen O'Hara, Firecreek (1968) amb Henry Fonda, Bandolero! (1968) amb Dean Martin, i The Cheyenne Social Club (1970) amb Henry Fonda de nou. El 1968, va rebre el premi Screen Actors Guild Life Achievement Award. Stewart va tornar a Broadway per repetir el seu paper d'Elwood P. Dowd a Harvey a l'ANTA Theatre el febrer de 1970; el revival va durar fins al maig. Va guanyar el premi Drama Desk a la millor actuació per això.

### 1971–1997: televisió i semijubilació
El 1971, Stewart va protagonitzar la comèdia de situació de la NBC The Jimmy Stewart Show. Va interpretar un professor universitari d'un poble petit el fill adult del qual es trasllada a casa amb la seva família. A Stewart no li agradava la quantitat de treball necessària per filmar el programa cada setmana i es va alleujar quan es va cancel·lar després d'una sola temporada a causa de les males crítiques i la manca d'audiència. La seva única pel·lícula de 1971, la comèdia dramàtica Fools' Parade, va tenir una acollida més positiva. Robert Greenspun de The New York Times va afirmar que "la pel·lícula pertany a Stewart, que mai ha estat més meravellós." Per es seves contribucions al gènere del western, Stewart va ser inclòs al Sala dels grans intèrprets de l'oest al National Cowboy & Western Heritage Museum d'Oklahoma City el 1972.

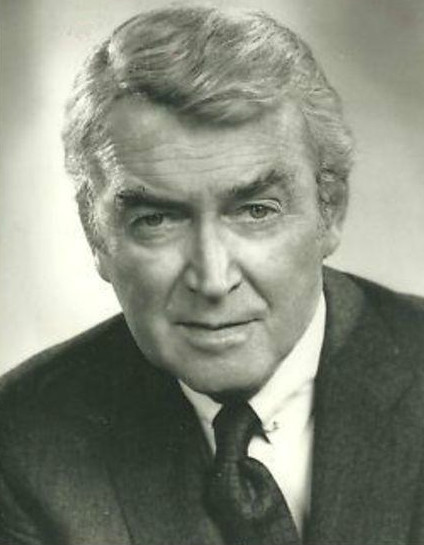
Stewart en una imatge publicitària de la sèrie de misteri Hawkins (1973), que va durar una temporada.

Stewart va tornar a la televisió amb Harvey  per a la sèrie Hallmark Hall of Fame de la NBC el 1972, i després va protagonitzar la sèrie de misteri Hawkins a la CBS el 1973. Interpretant un advocat d'un poble petit que investiga casos misteriosos, semblant al seu personatge a Anatomia d'un assassinat. Stewart va guanyar un Globus d'Or per la seva actuació. No obstant això, Hawkins no va aconseguir una gran audiència, possiblement perquè va rotar amb Shaft, que tenia una demogràfica molt conflictiva, i va ser cancel·lada després d'una temporada. Stewart també apareixia periòdicament a The Tonight Show de Johnny Carson, compartint poemes que havia escrit en diferents moments de la seva vida. Els seus poemes es van recopilar més tard en una col·lecció breu, Jimmy Stewart and His Poems (1989).
Després de tornar a actuar a Harvey al Prince of Wales Theatre de Londres el 1975, Stewart va tornar a les pel·lícules amb un paper secundari important a l'última pel·lícula de John Wayne, The Shootist (1976), interpretant a un metge que li va donar un diagnòstic de càncer terminal al pistoler de Wayne. En aquest moment, Stewart tenia una discapacitat auditiva, la qual cosa va afectar la seva capacitat per escoltar els seus senyals i el va fer que es mogués repetidament les seves línies; la seva vanitat no li permetria admetre-ho ni portar un audiòfon. A Stewart se li va oferir el paper d'Howard Beale a Network (1976), però el va rebutjar a causa del seu llenguatge explícit. En canvi, va aparèixer en papers secundaris a la pel·lícula de desastres Airport '77 (1977) amb Jack Lemmon, el remake de The Big Sleep (1978) amb Robert Mitchum com Philip Marlowe, i la pel·lícula familiar The Magic of Lassie (1978). Malgrat les crítiques diverses, Airport '77 va ser un èxit de taquilla, però les altres dues pel·lícules van ser fracassos comercials i crítics. Harry Haun de New York Daily News va escriure en la seva ressenya de The Big Sleep que "era molt trist veure James Stewart lluitar tan seriosament amb material que simplement no hi és." Stewart va fer un cameo memorable a l'episodi final de The Carol Burnett Show el març de 1978, va sorprendre a Burnett, una fan de Stewart de tota la vida
L'últim llargmetratge d'acció de Stewart va ser la pel·lícula japonesa The Green Horizon (1980), dirigida per Susumu Hani. Stewart va prendre el paper perquè la pel·lícula va promoure la conservació de la vida salvatge i va permetre que la seva família viatgés amb ell a Kenya. A la dècada de 1980, Stewart es va semi-retirar de l'actuació. Li van oferir el paper de Norman Thayer a On Golden Pond (1981però el va rebutjar perquè no li agradava la relació pare-filla de la pel·lícula; el paper va ser al seu amic, Henry Fonda. Stewart va filmar dues pel·lícules de televisió durant la dècada de 1980: Mr. Krueger's Christmas (1980), produïda per L'Església de Jesucrist dels Sants dels Últims Dies, que li va permetre complir un somni de tota la vida de dirigir el Mormon Tabernacle Choir, i Right of Way (1983), un drama d'HBO que va protagonitzar Bette Davis. També va fer una aparició a la minisèrie històrica North and South el 1986, i va fer treballs de veu en off per a anuncis de Campbell's Soups als anys 80 i 90. L'última actuació cinematogràfica de Stewart va ser donar veu al personatge del xèrif Wylie Burp a la pel·lícula d'animació An American Tail: Fievel Goes West (1991).
Stewart va romandre en l'atenció pública a causa de les seves freqüents visites a la Casa Blanca durant l'administració Reagan. La reestrena de les pel·lícules de Hitchcock li va guanyar un renovat reconeixement, amb Rear Window i Vertigo en particular elogiats pels crítics de cinema.Stewart també va rebre diversos premis honorífics de la indústria cinematogràfica al final de la seva carrera: un premi de l'American Film Institute el 1980, un Ós de Plata el 1982, el Kennedy Center Honors el 1983, un premi honorífic de l'Acadèmia el 1985 i el National Junta de Revisió i el Premi Chaplin de la Film Society of Lincoln Center l'any 1990. L'Oscar honorífic va ser presentat per l'antic coprotagonista Cary Grant "pels seus 50 anys d'actuacions memorables, pels seus alts ideals tant dins com fora de la pantalla, amb respecte i afecte dels seus companys". A més, Stewart va rebre el guardó civil més alt dels Estats Units, la Medalla Presidencial de la Llibertat, "per les seves contribucions en els camps de les arts, entreteniment i servei públic", el 1985.

## Vida personal

### Relacions romàntiques, matrimoni i família

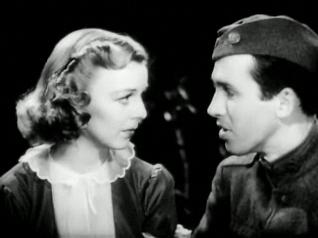
Margaret Sullavan i Stewart a The Shopworn Angel (1938), la seva segona col·laboració cinematogràfica.

Com a amiga, mentora i focus dels seus primers sentiments romàntics, Margaret Sullavan va tenir una influència única en la vida de Stewart. S'havien conegut mentre tots dos actuaven per als University Players; es va enamorar d'ella i la va convidar a una cita. Ella el considerava només un amic íntim i un company de feina, i mai van començar una relació romàntica, però Stewart va sentir un amor romàntic no correspost cap a ella durant molts anys. Encara que Sullavan sempre va ser conscient dels seus sentiments, mai els va revelar directament a ella. Sullavan estimava Stewart però mai es va interessar romànticament per ell; més aviat, se sentia protectora i maternal. Tanmateix, el director de The Shopworn Angel, H.C. Potter va suggerir que podrien haver-se casat si Stewart hagués estat més obert amb els seus sentiments. Es va convertir en el seu mentor d'actuació a Hollywood i segons el director Edward H. Griffith, "el va convertir en una estrella"; van continuar protagonitzant quatre pel·lícules: Next Time You Love (1936), The Shopworn Angel (1938), The Shop Around the Corner (1940) i The Mortal Storm (1940).
Stewart no es va casar fins als quaranta anys, cosa que va atreure una quantitat important d'atenció als mitjans contemporanis; la columnista de xafarderies Hedda Hopper el va anomenar el "gran solter americà". Independentment, va tenir diverses relacions romàntiques abans del matrimoni. Després de ser presentats per Henry Fonda, Stewart i Ginger Rogers van tenir una breu relació el 1935. Durant la producció de The Shopworn Angel (1938), Stewart va sortir amb l'actriu Norma Shearer durant sis setmanes. Després, va sortir amb Loretta Young; ella volia establir-se, però Stewart no ho va fer, i la seva relació va acabar quan l'altre xicot de Young li va proposar. Mentre filmava Destry Rides Again (1939), Stewart va tenir una aventura amb la seva coprotagonista Marlene Dietrich, que estava casada en aquell moment. Dietrich suposadament es va quedar embarassada, però es va interrompre ràpidament. Stewart va acabar amb la seva relació després que es va completar el rodatge. Ferida pel rebuig de Stewart, amb prou feines el va esmentar a les seves memòries i va dir que només va ser una aventura puntual.
Va sortir amb Olivia de Havilland a finals de la dècada de 1930 i principis de la dècada de 1940 i fins i tot li va proposar matrimoni, però ella va rebutjar la proposta perquè creia que no estava preparat per establir-se. Ella va acabar la relació poc abans que ell comencés el seu servei militar, ja que s'havia enamorat del director John Huston. El 1942, mentre servia a l'exèrcit, Stewart va conèixer la cantant Dinah Shore al Hollywood Canteen, un club principalment per a militars. Van començar una relació romàntica i gairebé es van casar a Las Vegas el 1943, però Stewart va cancel·lar el matrimoni abans que arribessin, citant els peus freds. Després de la guerra, Stewart va començar una relació amb Myrna Dell mentre filmava The Stratton Story (1949). Tot i que els columnistes de xafarderies van afirmar que tenien previst casar-se, Dell va dir que això no era cert.

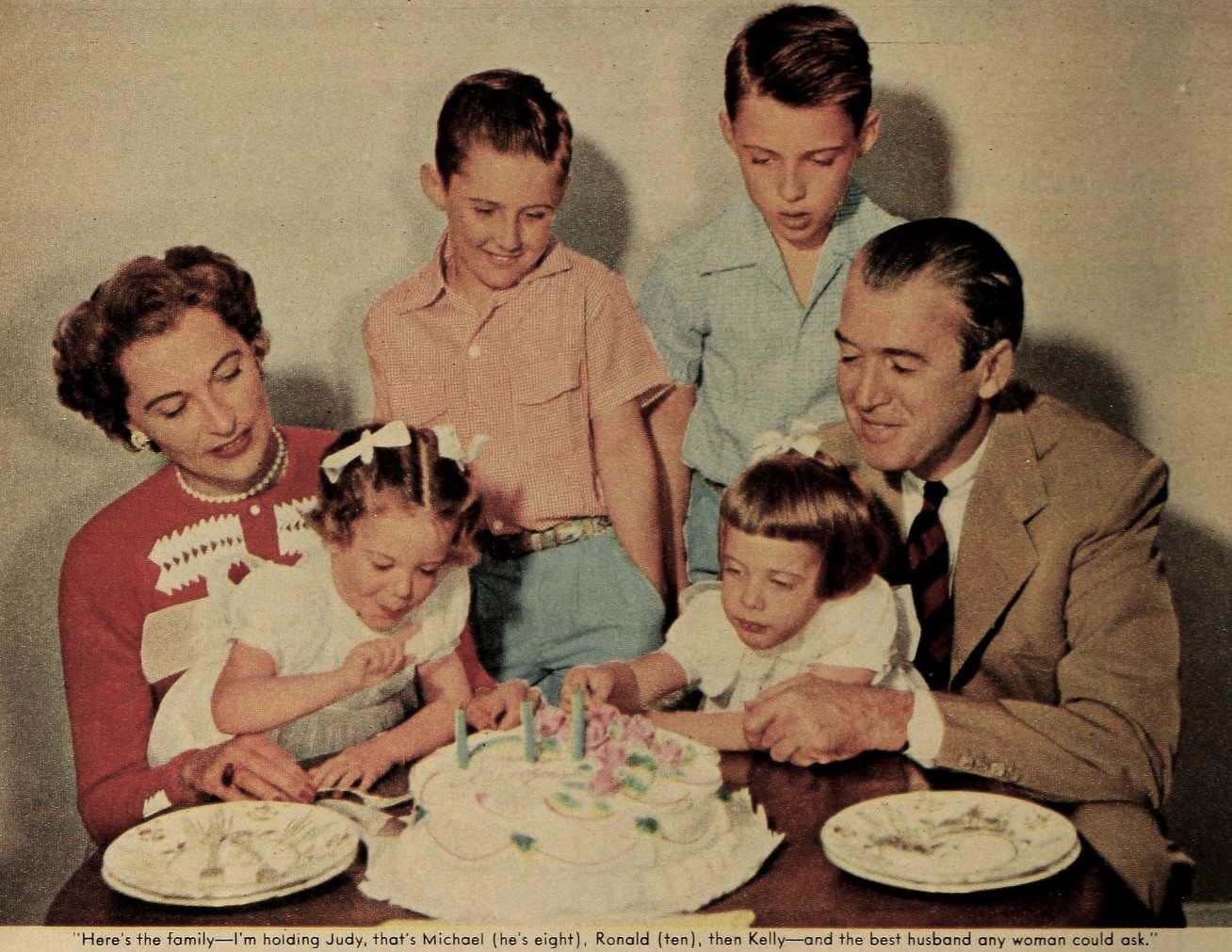
Stewart amb la seva dona Gloria i els seus fills el 1954

La parella va comprar una casa a Beverly Hills el 1951, on van residir la resta de les seves vides. També van ser propietaris del Winecup Gamble Ranch a Nevada de 1953 a 1957. Stewart va adoptar els dos fills de Gloria, Ronald (1944–1969) i Michael (nascut el 1946), i amb Gloria va tenir filles bessones, Judy i Kelly, el 7 de maig de 1951. Ronald va ser mort en acció a Vietnam el 8 de juny de 1969, a l'edat de 24 anys, mentre servia com a tinent al Cos de Marines.

### Amistats, interessos i caràcter

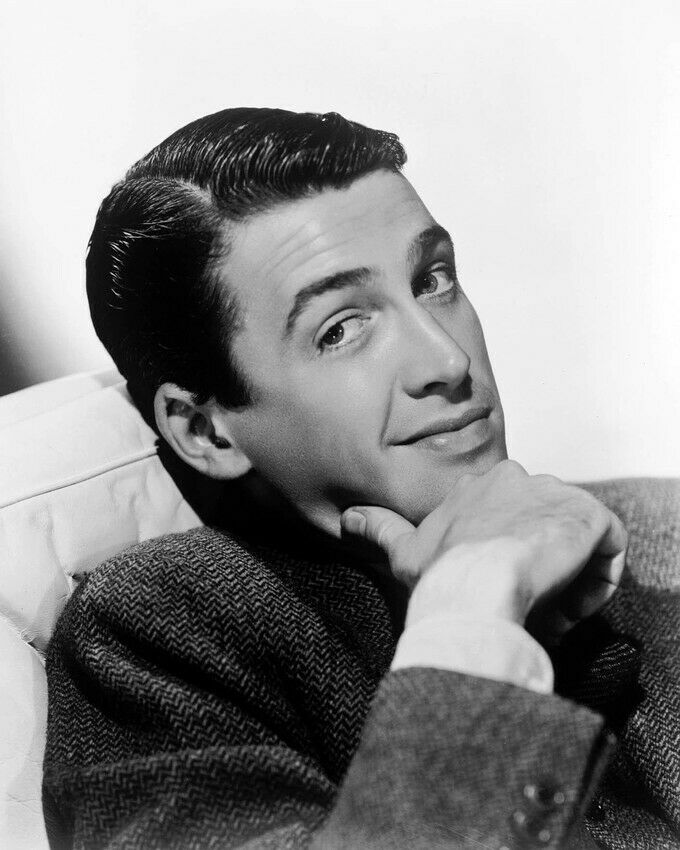
Stewart a la dècada de 1930

Stewart era gelós de la seva vida personal i, segons el biògraf Scott Eyman, va tendir en les entrevistes a evitar la connexió emocional per la qual era conegut a les seves pel·lícules, preferint mantenir els seus pensaments i sentiments per a ell. Era conegut com un solitari que no tenia relacions íntimes amb molta gent. El director John Ford va dir de Stewart: "No coneixes Jimmy Stewart; Jimmy Stewart arriba a conèixer-te."
L'amistat de 50 anys de Stewart amb Henry Fonda va començar a Manhattan quan Fonda va convidar Stewart a ser el seu tercer company d'habitació (a més de Joshua Logan i Myron McCormick) per poder fer el lloguer. Quan Stewart es va traslladar a Hollywood el 1935, va tornar a compartir un apartament amb Fonda, i els dos van guanyar fama de playboys. Al llarg de les seves carreres, van protagonitzar quatre pel·lícules junts: On Our Merry Way (1948), La conquesta de l'Oest (1962), Firecreek (1968), and The Cheyenne Social Club (1970). Tant els fills de Stewart com els de Fonda van assenyalar més tard que la seva activitat preferida quan no treballava semblava ser compartir tranquil·lament temps junts mentre construïen i pintaven models d'avions, una afició que havien fet a Nova York anys abans. A més de construir models d'avions, a Stewart i Fonda els agradava construir i fer volar cometes, jugar al golf i recordar els "vells temps". Després de la mort de Fonda el 1982, l'únic comentari públic de Stewart va ser "Acabo de perdre el meu millor amic." La seva amistat va ser narrada a la biografia de Scott Eyman, Hank and Jim (2017).
A part de Fonda, els amics íntims de Stewart incloïen el seu antic agent, Leland Hayward; el director John Ford; el fotògraf John Swope, antic company d'habitació de Stewart; i Billy Grady, l'investigador de talents que va descobrir Stewart i que també va ser el padrí del seu casament. Gary Cooper era un altre amic íntim de Stewart; el 17 d'abril de 1961, Cooper estava massa malalt (amb càncer) per assistir a la 33a cerimònia dels Premis de l'Acadèmia, de manera que Stewart va acceptar l'Oscar honorífic en nom seu.

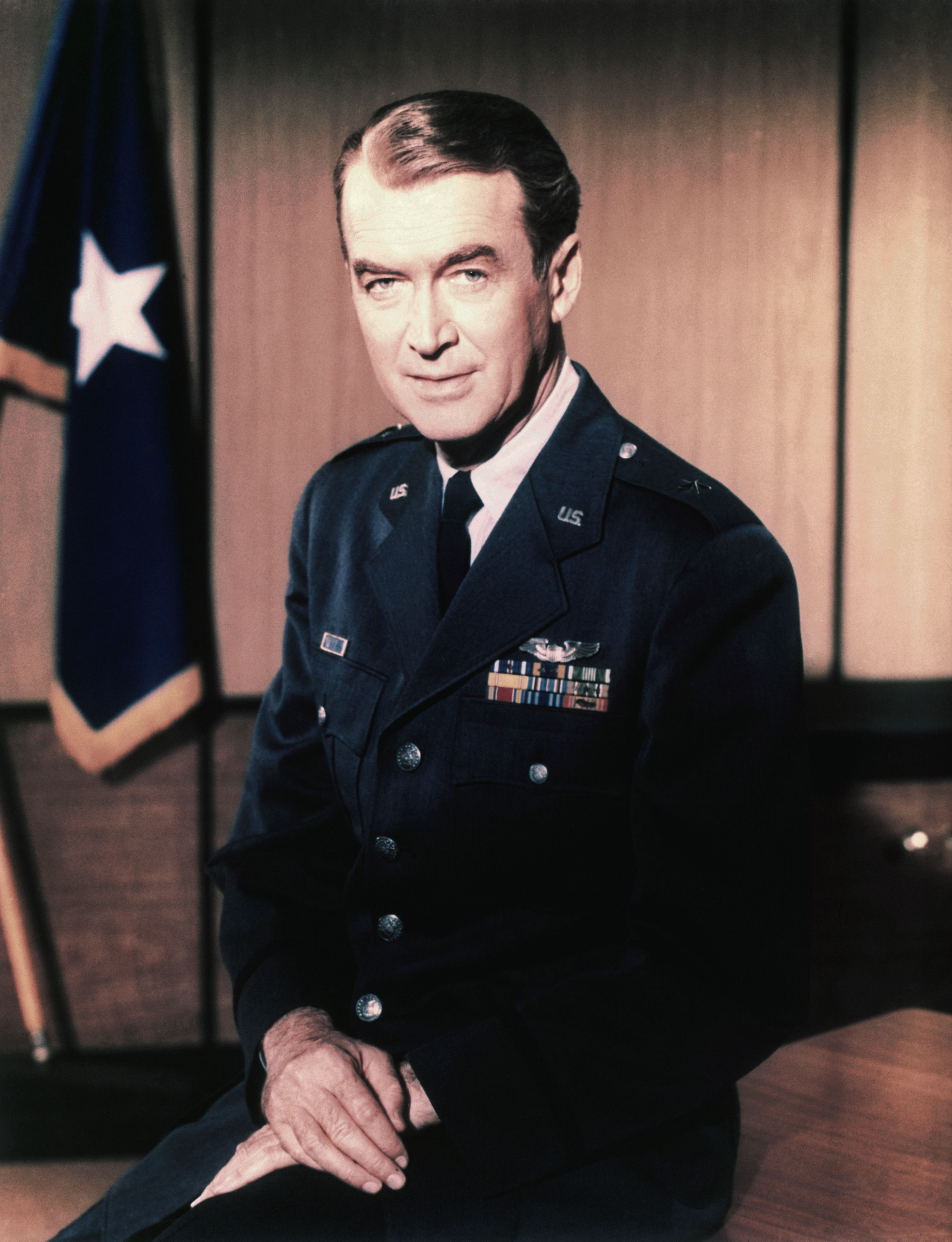
L'aleshores general de brigada James Stewart, cap al 1968

A més de la seva carrera cinematogràfica, Stewart va tenir inversions diversificades, com ara béns arrels, pous de petroli, la companyia d'avions xàrter Southwest Airways i la pertinença a les principals juntes corporatives, i es va convertir en un multimilionari. Ja abans del seu allistament al Cos Aeri, havia estat un àvid pilot amateur, amb un certificat de pilot privat i una llicència de pilot comercial així com més de 400 hores de temps de vol. Pilot molt competent, va participar en una cursa de fons amb Leland Hayward el 1937, i va ser un dels primers inversors a Thunderbird Field una escola de formació de pilots construïda i operada per Southwest Airways a Glendale, Arizona.
Stewart també va ser actiu en la filantropia al llarg dels anys. Va exercir com a vicepresident nacional d'entreteniment per a la campanya de recaptació de fons de la Creu Roja Americana per als soldats ferits a Vietnam, així com va contribuir amb donacions per a millores i restauracions a Indiana, la seva ciutat natal a Pennsilvània. El seu esdeveniment benèfic emblemàtic, "The Jimmy Stewart Relay Marathon Race", celebrat anualment des de 1982, ha recaptat milions de dòlars per al Child and Family Development Center del St. John's Health Center a Santa Monica, Califòrnia.
Stewart va ser un partidari de tota la vida de l'escoltisme, després d'haver estat un escolta de segona classe i guanyant el premi Silver Buffalo quan era jove. També va ser un líder escolta adult i als anys 1970 i 1980 va fer anuncis per als Boy Scouts of America, la qual cosa va fer que de vegades fos identificat incorrectament com a Eagle Scout Un premi per als Boy Scouts, "The James M. Stewart Good Citizenship Award" s'ha presentat des de l'any 2003. Stewart també va ser membre vitali dels Sons of the Revolution a Califòrnia.

### Opinions polítiques

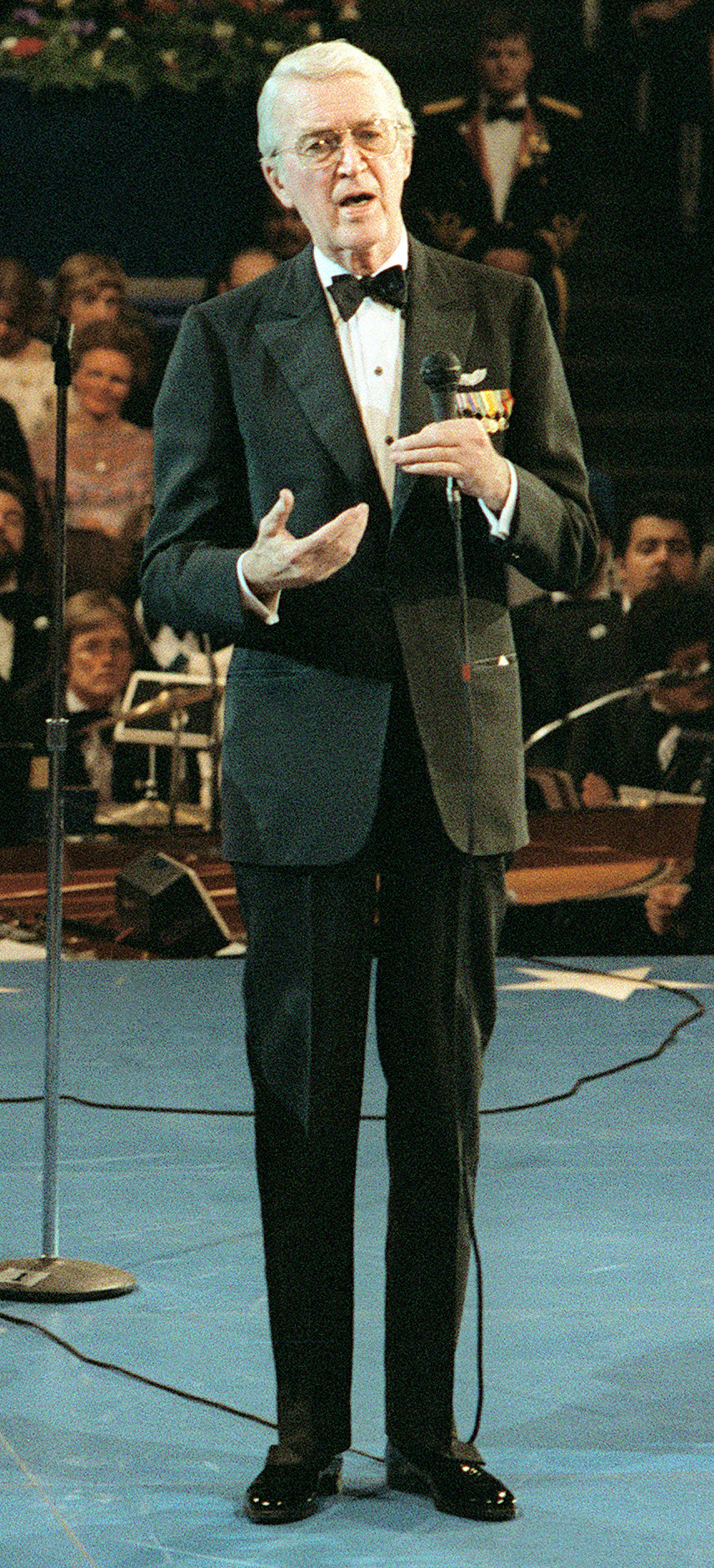
Parlant al Kennedy Center el dia de la inauguració, 1981, a Washington DC

Stewart va ser un republicà acèrrim al llarg de la seva vida.. Segons alguns relats, una discussió política l'any 1947 va provocar una baralla a cops amb l'amic Henry Fonda, però els dos van mantenir la seva amistat sense tornar a parlar de política mai més La baralla a cops pot ser apòcrifa, ja que Jhan Robbins cita Stewart dient: "Els nostres punts de vista mai van interferir amb els nostres sentiments els uns per als altres. Simplement no vam parlar de certes coses. No recordo haver-ho fet mai. una discussió amb ell, mai!"
El 1964, Stewart va fer campanya pel candidat presidencial conservador Barry Goldwater i, segons el biògraf Marc Eliot, es va equivocar en l'obsessiu abans de les eleccions. Stewart va ser un falcó a la guerra del Vietnam, i va sostenir que el seu fill, Ronald, no va morir en va. Després de l'assassinat del senador Robert F. Kennedy el 1968, Stewart, Charlton Heston, Kirk Douglas i Gregory Peck van emetre una declaració demanant suport a la  Llei de control d'armes del president Lyndon B. Johnson de 1968.
Stewart va donar suport activament a la candidatura de Ronald Reagan per a la nominació presidencial republicana el 1976. Va assistir a les manifestacions de campanya de Reagan, en un discurs assegurant que era més conservador que mai, independentment de la mort del seu fill a la guerra del Vietnam. El 1988, Stewart va presentar una declaració a les audiències del Congrés, juntament amb Burt Lancaster, Katharine Hepburn, Ginger Rogers, els directors de cinema Martin Scorsese i Woody Allen i molts altres, contra la decisió de Ted Turner de "coloritzar" pel·lícules clàssiques en blanc i negre, com ara It's a Wonderful Life.Stewart va declarar: "El pintar de les pel·lícules en blanc i negre és incorrecte. És moralment i artísticament incorrecte i aquests aprofitats haurien de deixar en pau la nostra indústria cinematogràfica." El 1989, Stewart va fundar l'American Spirit Foundation per aplicar els recursos de la indústria de l'entreteniment per desenvolupar enfocaments innovadors a l'educació pública i per ajudar els moviments democràtics emergents als antics països del Teló d'Acer. En els últims anys de la seva vida, va donar a la campanya de Bob Dole per a les eleccions presidencials de 1996.

### Últims anys i mort

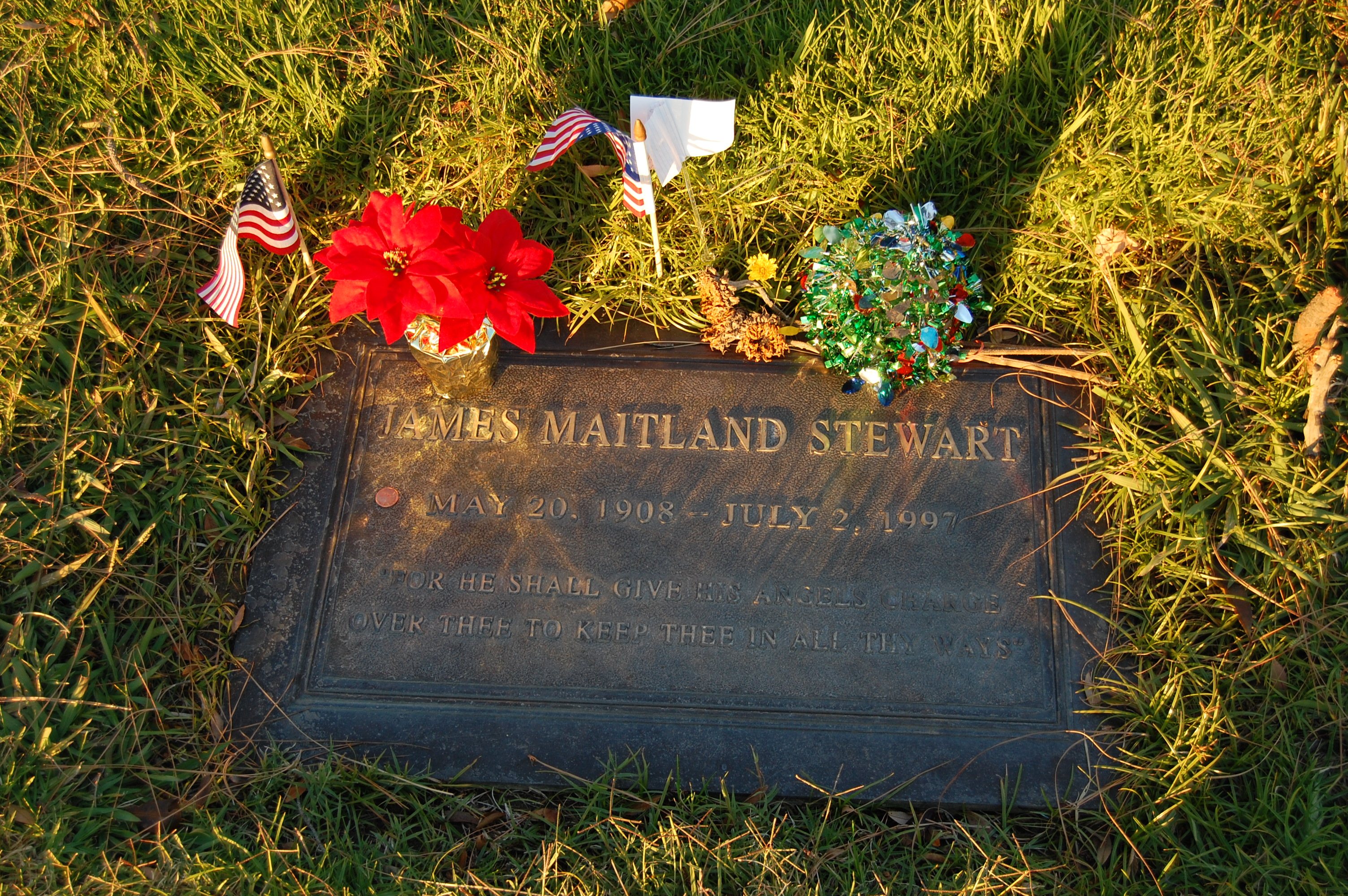
Stewart's grave

L'esposa de Stewart, Gloria, va morir de càncer de pulmó el 16 de febrer de 1994. Segons el biògraf Donald Dewey, la seva mort va deixar Stewart deprimit i "perdut al mar." Stewart es va tornar encara més solitari, passant la major part del temps al seu dormitori, sortint només per menjar i visitar els seus fills. Va apartar la majoria de la gent de la seva vida, no només els mitjans i els seguidors, sinó també els seus companys i amics. Els amics de Stewart, Leonard Gershe i Gregory Peck, van dir que Stewart no estava deprimit ni infeliç, però que finalment es va permetre descansar i estar sol.
Stewart va ser hospitalitzat després de caure el desembre de 1995. El desembre de 1996, li havien de canviar la bateria del marcapassos, però va optar per no fer-ho. El febrer de 1997 va ser hospitalitzat per un batec cardíac irregular. El 25 de juny es va formar una trombosi a la cama dreta, que va provocar una embòlia pulmonar una setmana després. Stewart va morir d'un atac de cor causat per l'embòlia als 89 anys, envoltat dels seus fills a la seva casa de Beverly Hills, el 2 de juliol de 1997. El president Bill Clinton va comentar que Amèrica havia perdut un "tresor nacional.... Un gran actor, un cavaller i un patriota." Stewart va ser enterrat al Forest Lawn Memorial Park a Glendale, Califòrnia. Més de 3.000 persones van assistir al seu servei commemoratiu, inclosos els seus amics i companys de feina June Allyson, Carol Burnett, Bob Hope, Lew Wasserman, Nancy Reagan, Esther Williams i Robert Stack. El servei incloïa honors militars complets i tres salves de mosqueteria.

## Estil d'actuació i el personatge
Tenia la capacitat de parlar amb naturalitat. Sabia que en les converses les persones sovint s'interrompen i no sempre és tan fàcil pensar. Els homes del so van trigar una mica a acostumar-s'hi, però va tenir un impacte enorme . I després, uns anys més tard, en Marlon va sortir i va tornar a fer el mateix, però el que la gent oblida és que Jimmy ho va fer primer.
Segons el biògraf Scott Eyman, Stewart era un actor instintiu. Era natural i a gust davant la càmera, malgrat la seva personalitat tímida fora de la pantalla. D'acord amb el seu estil d'actuació natural i conversacional, els coprotagonistes de Stewart van trobar fàcil treballar amb ell, ja que estava disposat a improvisar al voltant de qualsevol situació que sorgissin durant el rodatge. Més tard en la seva carrera, Stewart va començar a ressentir-se de la seva reputació de tenir una tècnica d'actuació "natural". Va afirmar que no hi havia res de natural a posar-se en un escenari de so davant de llums i càmeres mentre representava una escena.
Stewart havia establert a principis de la seva carrera que era capaç de comunicar la personalitat i els matisos del personatge només a través de les seves actuacions. Va utilitzar una tècnica d'actuació "dins cap a fora", preferint representar el personatge sense accents, maquillatge i accessoris. A més, tenia tendència a actuar amb el seu cos, no només amb la seva veu i la seva cara; per exemple, a Harvey, Stewart retrata l'edat i la solitud del personatge principal amb una lleugera inclinació. També era conegut per les seves pauses que tenien la capacitat de mantenir l'atenció de l'audiència. El crític de cinema Geoffrey O'Brien va relatar que les "pauses tartamudes" de Stewart van crear un espai ansiós per al públic, deixant-los en espera de l'escena que Stewart es va prendre el seu temps abans.
El mateix Stewart va afirmar que no li agradaven les seves actuacions cinematogràfiques anteriors, dient que era "tot mans i peus", i va afegir que "no semblava saber què fer amb cap dels dos". Va esmentar que tot i que no sempre li agradaven les seves actuacions, no es desanimaria. Va dir: "Però sempre ho vaig intentar, i si el guió no era massa bo, doncs, només ho vaig intentar una mica més. Espero, però, que no es mostri tant." L'antiga coprotagonista Kim Novak va declarar sobre el seu estil d'actuació que per a les escenes emocionals, accediria a les emocions a l'interior d'ell i trigaria temps a relaxar-se després que l'escena acabés. No podia apagar-lo immediatament després que el director cridés talla.

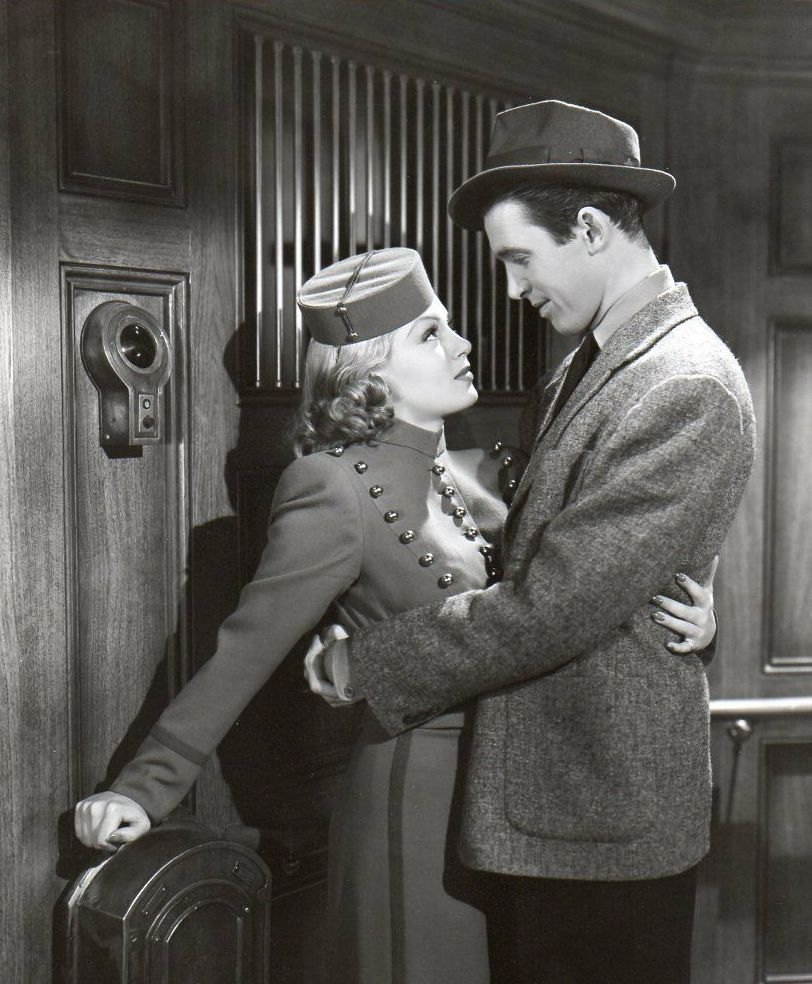
Lana Turner i Stewart a Ziegfeld Girl (1941)

Stewart era particularment hàbil en interpretar escenes vulnerables amb dones. Jack Lemmon va suggerir que el talent de Stewart per actuar amb dones era que era capaç de permetre que el públic veiés el respecte i la gentilesa que sentia cap a les dones a través dels seus ulls. Va demostrar que els seus personatges els necessitaven tant com els seus personatges ho necessitaven a ell. En relació al personatge de Stewart amb les dones, Peter Bradshaw va dir que The Philadelphia Story és "una pel·lícula que tots els alumnes de l'escola haurien de veure" a causa de l'explicació clara del consentiment sexual del personatge de Stewart després de ser acusat d'aprofitar-se del personatge femení principal.
El personatge de la pantalla de Stewart era el d'un "home de tothom", un home normal situat en circumstàncies extraordinàries. El públic es podia identificar amb ell, a diferència d'altres protagonistes de Hollywood de l'època, com Cary Grant, que representava allò que el públic volia convertir-se. El personatge de la pantalla de Stewart s'ha comparat amb el de Gary Cooper i Tom Hanks. Eyman va suggerir que Stewart podria retratar diversos personatges diferents: "el germà, l'enamorat, [i] l'home simpàtic del costat amb un prejudici per fer el correcte: sempre decent, però mai una empenta". A la primera carrera de Stewart, Louella Parsons va descriure el seu "atractiu infantil" i la "capacitat de guanyar-se la simpatia del públic" com les raons del seu èxit com a actor; Les actuacions de Stewart van atreure tant al públic jove com a gran. Segons l'estudiós cinematogràfic Dennis Bingham, el personatge essencial de Stewart era "un veí amable d'un poble petit, amb una cara i una veu suaus i un cos prim que és alhora elegant i incòmode." A diferència de molts actors que van desenvolupar el seu personatge a la pantalla al llarg del temps, el personatge de Stewart a la pantalla era reconeixible des d'Art Trouble (1934), el seu paper de debut no acreditat, on Stewart estava relaxat i còmode a la pantalla. Va retratar aquest personatge amb més força a la dècada de 1940.
L'estudiós cinematogràfic Dennis Bingham va escriure que Stewart era "tant una estrella de "personalitat" com un camaleó" que evocava qualitats tant masculines com femenines. En conseqüència, va ser difícil per als cineastes vendre Stewart com el protagonista estereotipat, i així "es va convertir en una estrella en pel·lícules que aprofitaven la seva ambivalència sexual." La persona asexual de Stewart com a protagonista era inusual per al període per a un actor que no era principalment un còmic. Tanmateix, durant la seva carrera "Stewart [va abastar] els extrems més allunyats de la masculinitat nord-americana, des del patriotisme militarista reaganita fins a la perversitat hitchcockiana".

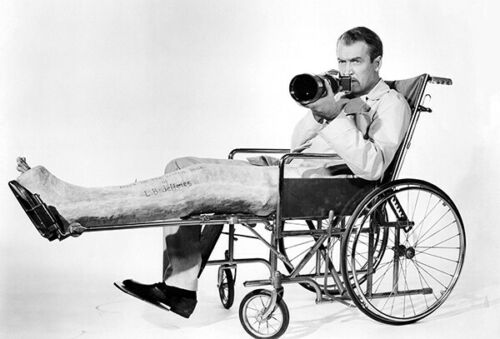
Stewart com a fotògraf de notícies en cadira de rodes Jeffries a Rear Window (1954)

Segons Roger Ebert, els personatges de Stewart abans de la Segona Guerra Mundial eren habitualment simpàtics, però els anys de la postguerra els directors van optar per repartir Stewart en papers més foscos, com Jeffries a Rear Window. Ebert va posar això en una perspectiva contemporània preguntant-se: "Com se sentiria veure a [Tom Hanks] en una llum estranya i retorçada?", i va explicar que és molest veure una persona estimada com Stewart en papers foscos. A més, Jonathan Rosenbaum va explicar que, com que el públic estava interessat principalment en la "personatge estrella" i l'"aura" de Stewart que els seus personatges, "això fa que sigui més sorprenent quan Anthony Mann i Alfred Hitchcock exploren periòdicament els aspectes neuròtics i obsessius de la persona de Stewart per jugar contra el seu totalment nord-americà. innocència i serietat".

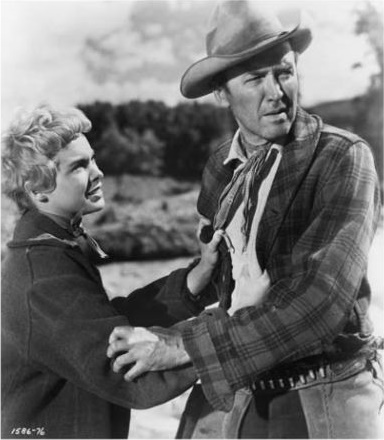
Janet Leigh i Stewart a The Naked Spur (1953) d'Anthony Mann

L'estudiós del cinema John Belton va argumentar que més que interpretar personatges a les seves pel·lícules, Stewart sovint interpretava el seu propi personatge de pantalla. Va tenir dificultats per interpretar personatges històrics famosos perquè el seu personatge no podia acomodar el personatge històric. Belton va explicar que "James Stewart és més James Stewart que Glenn Miller a The Glenn Miller Story (1954) o Charles Lindbergh a The Spirit of St. Louis (1957)". A més, Jonathan Rosenbaum va continuar que el "personatge de mida natural preexistent" de Stewart a Winchester '73 "va ajudar a donar forma i determinar l'impacte del [el seu personatge] en [aquesta pel·lícula]."
D'altra banda, Stewart ha estat descrit com un actor de personatges que va passar per diverses fases de carrera diferents. Segons l'estudiosa de cinema Amy Lawrence, els elements principals de la persona de Stewart, "una propensió al patiment físic i espiritual, pors persistents a la inadequació", van ser establerts per Frank Capra a la dècada de 1930 i es van millorar gràcies al seu treball posterior amb Hitchcock i Mann. John Belton va explicar que "James Stewart evoluciona des de l'heroi populista ingenu de la ciutat petita de les comèdies de Frank Capra dels anys 30 fins al vaquer amarg, ansietat i obsessionat per la venjança dels westerns de la dècada de 1950 d'Anthony Mann i el voyeur inquietat i fetitxista sexual als thrillers de suspens d'Alfred Hitchcock dels anys 50." Durant la seva carrera de postguerra, Stewart normalment evitava aparèixer en comèdies, sent excepcions Harvey i Take Her, She's Mine. Va interpretar molts tipus de personatges diferents, inclosos personatges manipuladors, cínics, obsessius o bojos. Stewart va trobar que actuar li permetia expressar la por i l'ansietat que no podia expressar durant la guerra; les seves actuacions de postguerra van ser ben rebudes pel públic perquè el públic encara podia veure l'innocent Stewart d'abans de la guerra sota els seus papers foscos. Segons Andrew Sarris, Stewart era "l'actor-personalitat més complet del cinema americà."

## Llegat
Stewart és recordat per interpretar personatges idealistes de "tot el món" a les seves pel·lícules. El seu heroisme a la pantalla i la devoció per la seva família el van fer identificar i representar l'ideal nord-americà, fet que va portar a Stewart a ser considerat una de les figures més estimades de la cultura popular nord-americana del segle xx. Segons l'estudiós cinematogràfic Dennis Bingham, "la seva habilitat per 'jugar' —fins i tot simbolitzar— l'honestedat i els 'ideals nord-americans' el van convertir en una icona en el motlle de la qual les estrelles masculines posteriors van intentar abocar-se. De la mateixa manera, l'estudiós de cinema James Naremore ha anomenat Stewart "l'actor de l'"home comú" amb més èxit de la història de les pel·lícules" i "l'home protagonista més intensament emocional que va sorgir del sistema d'estudi", que podria plorar a la pantalla sense perdre la seva masculinitat. David Thomson ha explicat l'atractiu de Stewart afirmant que "volíem ser ell, i volíem que ens agradés,"mentre que Roger Ebert ha afirmat que "si va interpretar a tothom, o la psique oculta de tothom, Stewart. era un home innatament simpàtic, la cara del qual, la marxa llaurada i el tret característic es van fer famosos a tot el món." Entre les qualitats més reconeixibles de Stewart es trobava la seva manera de parlar amb un ritme vacil·lant.Segons l'estudiós cinematogràfic Tim Palmer, "el llegat de Stewart es basa en els seus papers d'idealista nerviós jutjat per la sinceritat de les seves creences i guanyant alçada, mentre les seves conviccions emotives es posen a prova•. El crític de cinema David Ansen va escriure sobre l'atractiu de Stewart com a persona a més del seu atractiu com a actor. Ansen va tornar a explicar una història en què Jack Warner, després de ser explicat sobre les ambicions presidencials de Ronald Reagan, va dir: "No. Jimmy Stewart com a president, Ronald Reagan com a millor amic." Ansen va explicar a més que Stewart era l'estrella de cinema més fiable.

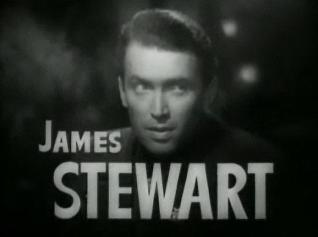
The Mortal Storm (1940)

En contrast amb el seu personatge de pantalla popularment recordat "tot-americà", els crítics de cinema i els estudiosos han tendit a emfatitzar que les seves actuacions també mostraven sovint un "costat fosc". Segons l'estudiós cinematogràfic Murray Pomerance, "l'altre Jimmy Stewart... era un tipus completament diferent, un home reprimit i neuròtic enterrat sota una façana aparentment tranquil·la, però disposat en qualsevol moment a explotar amb ansietat i ira venjatives, o d'altra banda amb passions profundament retorçades i limitades que mai podrien coincidir amb la personalitat alegre de l'alter ego." Bingham l'ha descrit com a "dues persones iguals; l'idealista sincer, la figura nostàlgica del noi de casa del costat; i l'actor arriscat que probablement va actuar en pel·lícules per a autors més canònics que qualsevol altra estrella nord-americana." Segons ell, és aquesta complexitat i la seva masculinitat i sexualitat ambigües amb què va abordar els seus papers les que van caracteritzar la seva persona. [429] Naremore ha afirmat que hi havia un "sentiment preocupat, irritable i lleugerament reprimit en el comportament de Stewart", and i Thomson ha escrit que va ser el seu costat fosc el que va produir "un gran cinema".
Stewart va ser un dels actors més sol·licitats a Hollywood dels anys 50, cosa que va demostrar que els actors independents podien tenir èxit a la indústria cinematogràfica, fet que va portar a més actors a Hollywood a renunciar als contractes d'estudi. Segons Bingham, Stewart va marcar "la transició entre el període de l'estudi... i l'era dels actors autònoms, la producció independent i els poderosos agents de talent que van fer possible el "nou tipus d'estrella" de finals dels anys seixanta." Tot i que Stewart no va ser el primer actor autònom de renom, la seva "dolçor i idealisme mítics [que] es van combinar amb un equip físic excèntric i la capacitat com a actor de representar l'emoció, l'ansietat i el dolor" li van permetre tenir èxit en tots dos: el sistema d'estudi, que emfatitzava l'estrella com una persona real, així com en l'èra post-estudis, més escèptica.
Diverses pel·lícules de Stewart s'han convertit en clàssics del cinema nord-americà, amb dotze de les seves pel·lícules que van ser incorporades al Registre Nacional de Cinema dels Estats Units a partir del 2019, i cinc: —Mr. Smith Goes to Washington (1939), The Philadelphia Story (1940), It's a Wonderful Life (1946), Rear Window (1954), and Vertigo (1958)— que apareixen a la llista de les 100 millors pel·lícules americanes de tots els temps de l'American Film Institute. Stewart i Robert DeNiro comparteixen el títol de més pel·lícules representades a la llista de l'AFI. Stewart també és l'actor principal més representat a la llista "100 Greatest Movies of All Time" presentada per Entertainment Weekly. Dos dels seus personatges —Jefferson Smith a Mr. Smith Goes to Washington (1939) i George Bailey a It's a Wonderful Life (1946)— van formar part de la llista d'AFI dels cent grans herois i vilans], i Harvey (1950) i The Philadelphia Story (1940) es van incloure a la seva llista de les millors comèdies americanes. El 1999, l'American Film Institute (AFI) va classificar Stewart en tercer lloc a la seva llista dels millors actors masculins nord-americans.

### Memorials

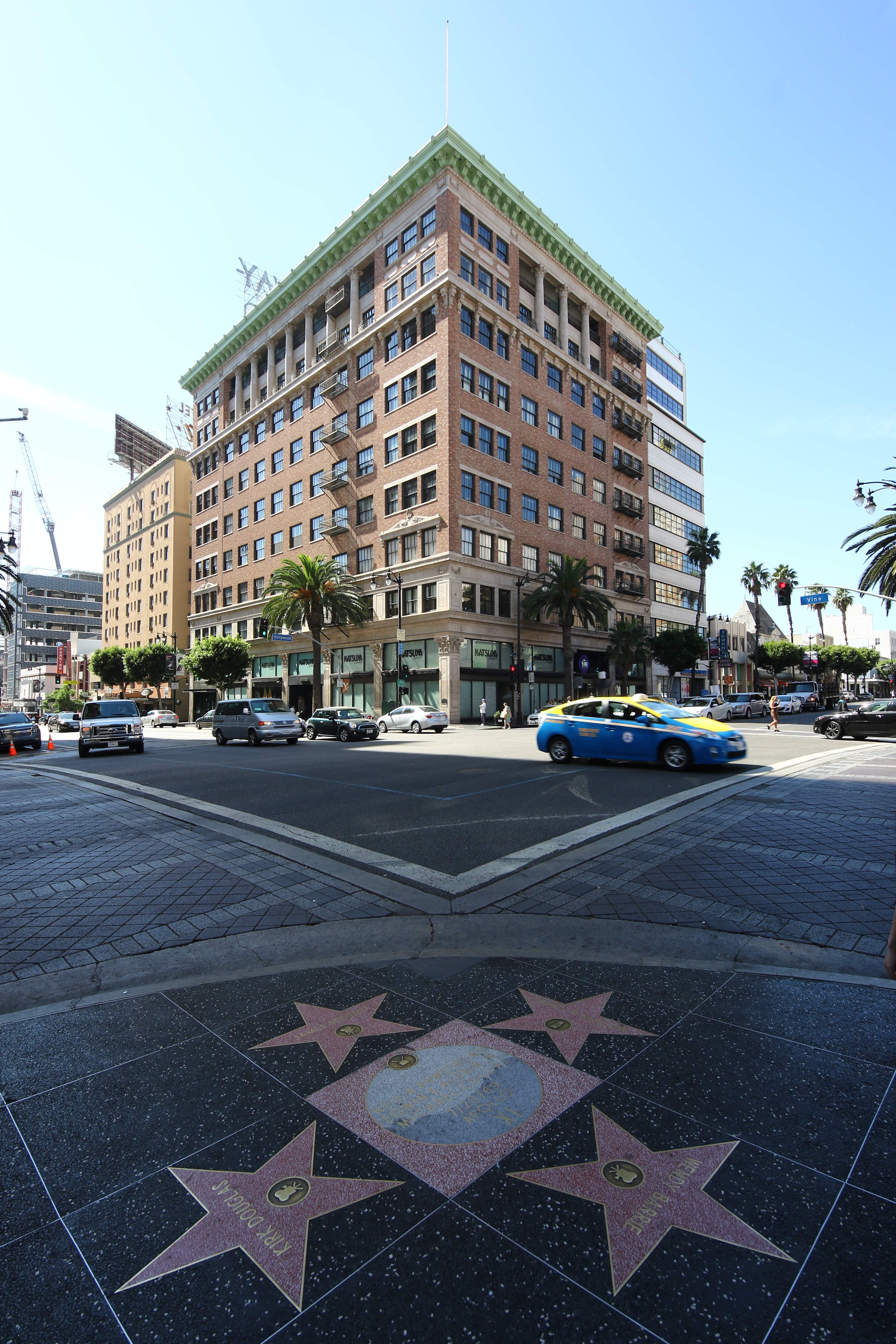
Estrella del Passeig de la Fama de Hollywood a Hollywood and Vine (de fons Broadway Hollywood Building)

El 1960, Stewart va rebre una estrella al Passeig de la Fama de Hollywood al 1700 Vine Street per les seves contribucions a la indústria cinematogràfica. El 1974, va rebre el premi Golden Plate de l' American Academy of Achievement. La seva placa d'or va ser presentada per Helen Hayes, membre del Consell de Premis. El 1997, la Universitat de Princeton, l'alma mater de Stewart, el va honorar amb la dedicatòria del James M. Stewart Theatre juntament amb una retrospectiva de les seves pel·lícules. Stewart també ha estat honrat amb el seu propi segell postal com a part de la sèrie de segells "Legends of Hollywood".
El 1999, un bust de Stewart va ser descobert al Museu del Patrimoni de la Vuitena Força Aèria a Geòrgia. La Biblioteca de Col·leccions Especials L. Tom Perry de la Universitat Brigham Young alberga els seus documents personals i records de pel·lícules, incloent cartes, llibres de retalls, enregistraments dels primers programes de ràdio i dos dels seus acordions. Stewart va donar els seus papers i records a la biblioteca després de fer-se amic del conservador de les seves col·leccions d'arts i comunicacions, James D'Arc.

## Documental
- 2017 : James Stewart/Robert Mitchum: The Two Faces of America dirigit per Gregory Monro

## Filmografia
| Any  | Pel·lícula                                                                | Paper                                 | Altres notes |
| ---- | ------------------------------------------------------------------------- | ------------------------------------- | --- |
| 1935 | The Murder Man                                                            | Shorty                                | |
| 1936 | Rose Marie                                                                | John Flower                           | |
| 1936 | Next Time We Love                                                         | Christopher Tyler                     | |
| 1936 | Wife vs. Secretary                                                        | Dave                                  | |
| 1936 | Small Town Girl                                                           | Elmer                                 | |
| 1936 | Speed                                                                     | Terry Martin                          | |
| 1936 | The Gorgeous Hussy                                                        | Roderick "Rowdy" Dow                  | |
| 1936 | Born to Dance                                                             | Ted Barker                            | |
| 1936 | After the Thin Man                                                        | David Graham                          | |
| 1937 | Seventh Heaven                                                            | Chico                                 | |
| 1937 | The Last Gangster                                                         | Paul North Sr.                        | |
| 1937 | Navy Blue and Gold                                                        | John "Truck Cross/John Cross Carter   | |
| 1938 | Of Human Hearts                                                           | Jason Wilkins                         | |
| 1938 | Intrigues femenines (Vivacious Lady)                                      | Prof. Peter Morgan Jr.                | |
| 1938 | The Shopworn Angel                                                        | Soldat ras William "Texas" Pettigrew  | |
| 1938 | No us l'endureu pas (You Can't Take It With You)                          | Tony Kirby                            | |
| 1939 | El llaç sagrat (Made for Each Other)                                      | John Horace "Johnny" Mason            | |
| 1939 | The Ice Follies of 1939                                                   | Larry Hall                            | |
| 1939 | It's a Wonderful World                                                    | Guy Johnson                           | |
| 1939 | Mr. Smith Goes to Washington                                              | Jefferson Smith                       | Nominació − Oscar al millor actor                                                                                              |
| 1939 | Destry Rides Again                                                        | Thomas Jefferson Destry Jr.           | |
| 1940 | The Shop Around the Corner                                                | Alfred Kralik                         | |
| 1940 | The Mortal Storm                                                          | Martin Breitner                       | |
| 1940 | No Time for Comedy                                                        | Gaylord "Gay" Esterbrook              | |
| 1940 | The Philadelphia Story                                                    | Macaulay "Mike" Connor                | Oscar al millor actor |
| 1941 | Come Live with Me                                                         | Bill Smith                            | |
| 1941 | Pot o' Gold                                                               | James Hamilton "Jimmy" Haskel         | |
| 1941 | Ziegfeld Girl                                                             | Gilbert "Gil" Young                   | |
| 1946 | Que bonic que és viure (It's a Wonderful Life)                            | George Bailey                         | Nominació − Oscar al millor actor                                                                                              |
| 1947 | La ciutat màgica (Magic Town)                                             | Lawrence "Rip" Smith                  | |
| 1948 | Call Northside 777                                                        | P.J. McNeal                           | |
| 1948 | On Our Merry Way                                                          | Slim                                  | |
| 1948 | La soga (Rope)                                                            | Rupert Cadell                         | |
| 1948 | You Gotta Stay Happy                                                      | Marvin Payne                          | |
| 1949 | The Stratton Story                                                        | Monty Stratton                        | |
| 1949 | Malaya                                                                    | John Royer                            | |
| 1950 | Winchester '73                                                            | Lin McAdam                            | |
| 1950 | Fletxa trencada (Broken Arrow)                                            | Tom Jeffords                          | |
| 1950 | Harvey                                                                    | Elwood P. Dowd                        | Nominació − Oscar al millor actor Nominació − Globus d'Or al millor actor dramàtic                                             |
| 1950 | The Jackpot                                                               | Bill Lawrence                         | |
| 1951 | No Highway in the Sky                                                     | Theodore Honey                        | |
| 1952 | L'espectacle més gran del món (The Greatest Show on Earth)                | Buttons                               | |
| 1952 | Bend of the River                                                         | Glyn McLyntock                        | |
| 1952 | Carbine Williams                                                          | David Marshall "Marsh" Williams       | |
| 1953 | Colorado Jim (The Naked Spur)                                             | Howard Kemp                           | |
| 1953 | Thunder Bay                                                               | Steve Martin                          | |
| 1953 | The Glenn Miller Story                                                    | Glenn Miller                          | Nominació − BAFTA al millor actor estranger                                                                                    |
| 1954 | La finestra indiscreta (Rear Window)                                      | L.B. "Jeff" Jeffries                  | |
| 1954 | The Far Country                                                           | Jeff Webster                          | |
| 1955 | Strategic Air Command                                                     | Tinent Coronel Robert "Dutch" Holland | |
| 1955 | L'home de Laramie (The Man from Laramie)                                  | Will Lockhart                         | |
| 1956 | L'home que sabia massa (The Man Who Knew Too Much)                        | Dr. Ben McKenna                       | |
| 1957 | L'esperit de St. Louis (The Spirit of St. Louis)                          | Charles Augustus "Slim" Lindbergh     | |
| 1957 | Night Passage                                                             | Grant McLaine                         | |
| 1958 | Vertigen (D'entre els morts) (Vertigo)                                    | Detectiu John "Scottie" Ferguson      | |
| 1958 | Em vaig enamorar d'una bruixa (Bell, Book and Candle)                     | Shepherd "Shep" Henderson             | |
| 1959 | Anatomia d'un assassinat (Anatomy of a Murder)                            | Paul Biegler                          | Copa Volpi per la millor interpretació masculina Nominació − Oscar al millor actor Nominació − BAFTA al millor actor estranger |
| 1959 | The FBI Story                                                             | John Michael "Chip" Hardesty          | |
| 1960 | The Mountain Road                                                         | Major Baldwin                         | |
| 1961 | Dos cavalquen junts (Two Rode Together)                                   | Marshal Guthrie McCabe                | |
| 1962 | L'home que volia matar Liberty Valance (The Man Who Shot Liberty Valance) | Ransom Stoddard                       | |
| 1962 | Mr. Hobbs Takes a Vacation                                                | Roger Hobbs                           | Ós de Plata a la millor interpretació masculina Nominació − Globus d'Or al millor actor musical o còmic                        |
| 1962 | La conquesta de l'Oest (How the West Was Won)                             | Linus Rawlings                        | |
| 1963 | Take Her, She's Mine                                                      | Frank Michaelson                      | |
| 1964 | El gran combat (Cheyenne Autumn)                                          | Wyatt Earp                            | |
| 1965 | Dear Brigitte                                                             | Prof. Robert Leaf                     | |
| 1965 | Shenandoah                                                                | Charlie Anderson                      | |
| 1965 | El vol del fènix (The Flight of the Phoenix)                              | Capt. Frank Towns                     | |
| 1966 | The Rare Breed                                                            | Sam Burnett                           | |
| 1968 | Firecreek                                                                 | Johnny Cobb                           | |
| 1968 | Bandolero (Bandolero!)                                                    | Mace Bishop                           | |
| 1970 | El club social de Cheyenne (The Cheyenne Social Club)                     | John O'Hanlan                         | |
| 1971 | Setge de foc (Fool's Parade)                                              | Mattie Appleyard                      | |
| 1976 | L'últim pistoler (The Shootist)                                           | Dr. E.W. Hostetler                    | |
| 1977 | Airport '77                                                               | Philip Stevens                        | |
| 1978 | La gran dormida (The Big Sleep)                                           | General Sternwood                     | |
| 1978 | The Magic of Lassie                                                       | Clovis Mitchell                       | |
| 1991 | An American Tail: Fievel Goes West                                        | Wylie Burp                            | veu |

### Teatre

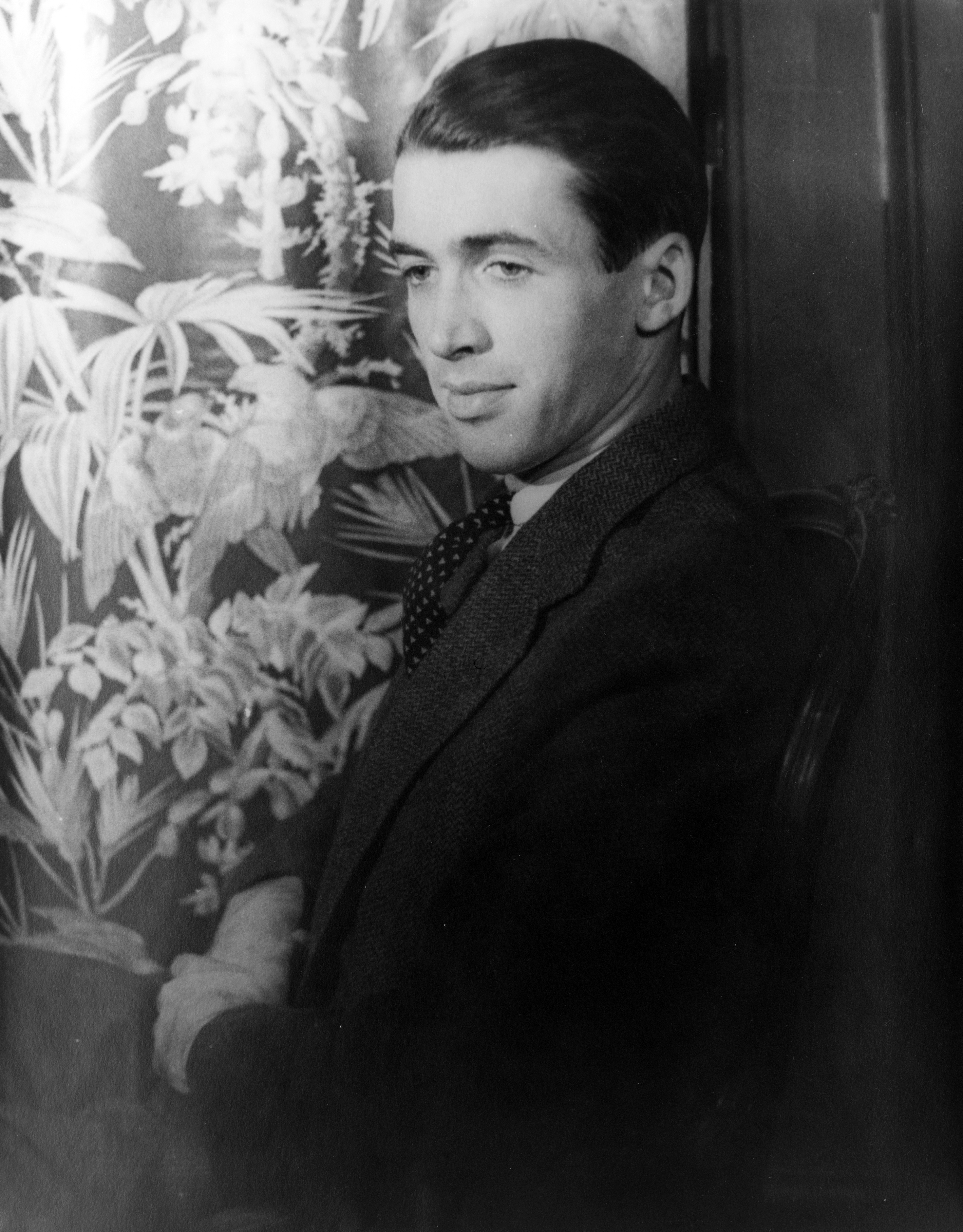
Retrat de 1931

| Any       | Producció                      | Paper            | Teatre                            | Ref.                    |
| --------- | ------------------------------ | ---------------- | --------------------------------- | ----------------------- |
| 1932      | Carry Nation                   | Constable Gano   | Biltmore Theatre, Broadway        | [ 474 ] [ 475 ] [ 476 ] |
| 1932–1933 | Goodbye Again                  | Xofer            | Theatre Masque, Broadway          | [ 477 ] [ 478 ]         |
| 1933      | Spring in Autumn               | Jack Brennan     | Henry Miller's Theatre, Broadway  | [ 479 ] [ 55 ]          |
| 1934      | All Good Americans             | Johnny Chadwick  | Henry Miller's Theatre, Broadway  | [ 480 ] [ 481 ]         |
| 1934      | Yellow Jack                    | Sgt. John O'Hara | Martin Beck Theatre, Broadway     | [ 482 ] [ 483 ]         |
| 1934      | Divided By Three               | Teddy Parrish    | Ethel Barrymore Theatre, Broadway | [ 64 ] [ 484 ]          |
| 1934–1935 | Page Miss Glory                | Ed Olsen         | Mansfield Theatre, Broadway       | [ 485 ] [ 484 ]         |
| 1935      | A Journey By Night             | Carl             | Shubert Theatre, Broadway         | [ 61 ] [ 486 ]          |
| 1947      | Harvey                         | Elwood P. Dowd   | 48th Street Theatre, Broadway     | [ N 5 ] [ 487 ] [ 488 ] |
| 1970      | Harvey                         | Elwood P. Dowd   | ANTA Theatre, Broadway            | [ 489 ] [ 490 ]         |
| 1975      | A Gala Tribute to Joshua Logan | Ell mateix       | Imperial Theatre, Broadway        | [ 491 ]                 |

### Radio

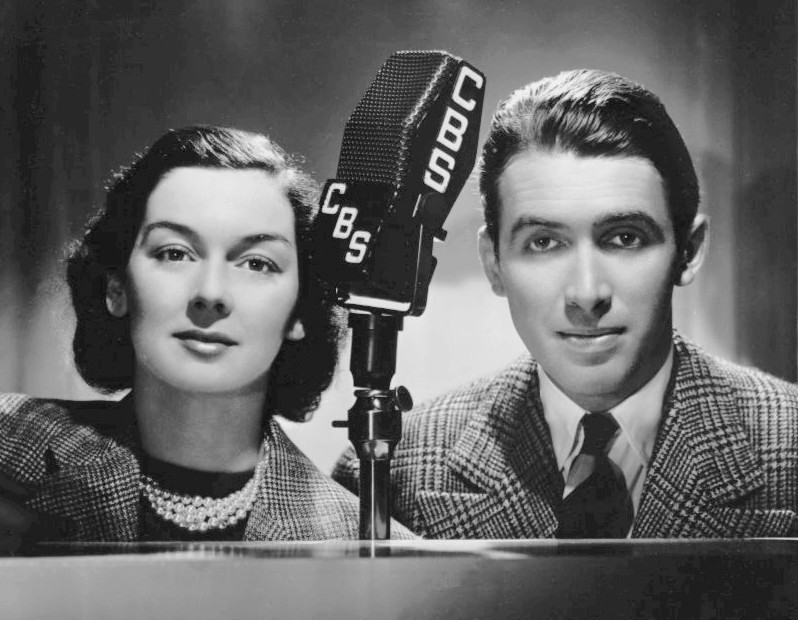
Rosalind Russell i Stewart a la CBS Radio el 1937

| Data                                        | Programa                      | Episodi                         | Referència      |
| ------------------------------------------- | ----------------------------- | ------------------------------- | --------------- |
| 14 de juny de 1937                          | Lux Radio Theatre             | Madame X                        | [ 492 ]         |
| 1937                                        | Good News of 1938             | As himself                      | [ 493 ] [ 494 ] |
| 12 de març de 1939                          | The Screen Guild Theater      | Tailored By Toni                | [ 495 ]         |
| 5 de novembre de 1939                       | The Gulf Screen Guild Theater | Going My Way                    | [ 496 ]         |
| 11 de febrer de 1940                        | The Gulf Screen Guild Theater | Single Crossing                 | [ 496 ]         |
| 29 de setembre de 1940                      | Screen Guild Players          | The Shop Around the Corner      | [ 496 ]         |
| 10 de novembre de 1945                      | Lux Radio Theatre             | Destry Rides Again              | [ 497 ]         |
| 21 de febrer de 1946                        | Suspense                      | Consequence                     | [ 498 ]         |
| 10 de març de 1947                          | Lux Radio Theatre             | It's A Wonderful Life           | [ 499 ]         |
| 15 de desembre de 1947                      | Lux Radio Theatre             | Magic Town                      | [ 500 ]         |
| 18 de març de 1948                          | Reader's Digest Radio Edition | One Way to Broadway             | [ 501 ]         |
| 17 de gener de 1949                         | Lux Radio Theatre             | You Gotta Stay Happy            | [ 502 ]         |
| 1 de desembre de 1949                       | Suspense                      | Mission Completed               | [ 503 ]         |
| 29 d'agost de 1949                          | Lux Radio Theatre             | de juny de Bride                | [ 504 ]         |
| 9 de desembre de 1949                       | Screen Directors Playhouse    | Call Northside 777              | [ 503 ]         |
| 13 de febrer de 1950                        | Lux Radio Theatre             | The Stratton Story              | [ 503 ]         |
| 26 de febrer de 1951                        | Lux Radio Theatre             | When Johnny Comes Marching Home | [ 505 ]         |
| 12 de novembre de 1951                      | Lux Radio Theatre             | Winchester '73                  | [ 506 ]         |
| 28 d'abril de 1952                          | Lux Radio Theatre             | No Highway in the Sky           | [ 507 ]         |
| 1 de març de 1953                           | Theatre Guild on the Air      | O'Halloran's Luck               | [ 508 ]         |
| 20 de setembre de 1953 – 24 de juny de 1954 | The Six Shooter               | Starred as Britt Ponset         | [ 509 ]         |